# Escultura romana

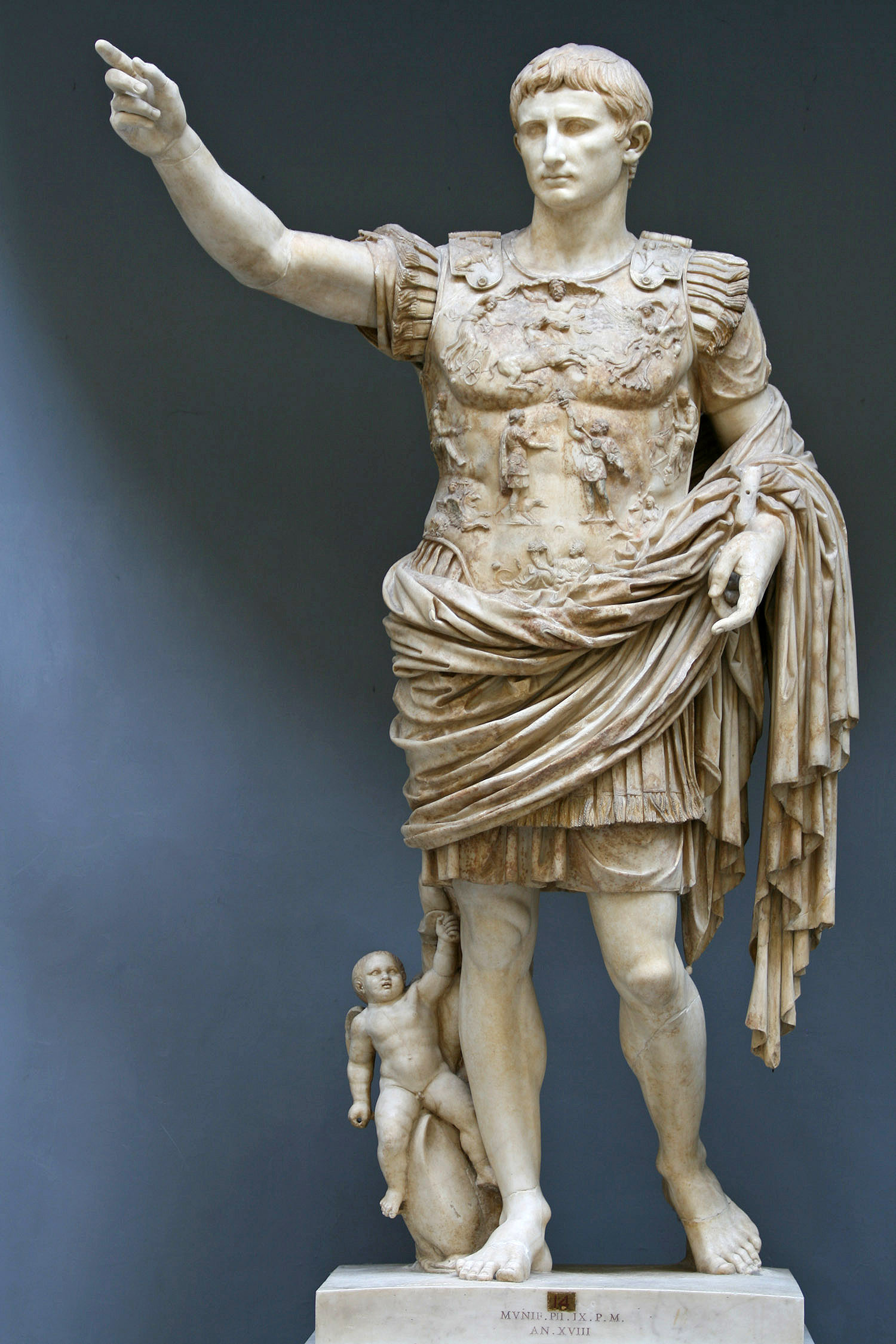
August de Prima Porta (Museus Vaticans)

L'escultura romana comprèn l'obra escultòrica que es va desenvolupar en tota l'àrea d'influència de l'Imperi Romà, amb el focus central a Roma; això succeí entre el segle vi aC i el segle v. Originàriament derivà de l'escultura grega, principalment per l'herència de l'escultura etrusca i, posteriorment, ja d'una manera directa durant el període hel·lenístic, per contacte amb les colònies de la Magna Grècia i de la mateixa Grècia.
La tradició grega va ser una referència constant al llarg de la història de Roma, però contradient una creença antiga i força estesa que afirma que els romans van ser més imitadors que creadors, actualment es reconeix que no sols van ser capaços d'assimilar i desenvolupar les seves fonts amb mestratge, sinó que també van contribuir d'una manera original a aquesta tradició. Aquesta afirmació és especialment rellevant en l'art del retrat, gènere en el qual van aconseguir un gran prestigi i van deixar exemples singulars d'un gran mestratge tècnic i expressivitat; i també, en l'àmbit de l'escultura decorativa, obra present en els grans monuments públics, i en la qual van desenvolupar un estil narratiu de molta força i d'un caràcter típicament romà.
Després de la consolidació de l'Imperi Romà, altres influències estrangeres, sobretot orientals, van determinar una progressiva separació del cànon grec, transformació dirigida a una simplificació formal de tendència més abstracta que serviria per establir les bases de l'art romà d'Orient, paleocristià i medieval. Aquest procés, tanmateix, es va intercalar amb diversos períodes de recuperació del classicisme, així com d'enfortiment del vincle simbòlic amb el passat, períodes que van ser útils per al manteniment de la cohesió cultural i política d'un extens territori. Ni tan sols la cristianització de l'imperi va poder determinar l'exclusió de referències a l'escultura clàssica romana pagana, i fins al segle v, quan la unitat política es trencà definitivament, els models clàssics continuaren sent imitats, tot i que adaptats a la temàtica del nou ordre social, polític i religiós que s'havia instaurat.
L'estudi de l'escultura romana ha demostrat ser un desafiament per als investigadors, ja que la seva evolució és qualsevol cosa menys lineal i lògica. Els intents d'imposar un model de desenvolupament formal sobre la història de l'escultura romana com un sistema orgànic resulten inexactes i poc realistes. Malgrat que en molts punts existeixen alguns desacords entre els especialistes, ja es té una idea més o menys clara sobre les característiques generals de cada etapa evolutiva; però, com es va produir el seu desenvolupament i el pas d'una etapa a l'altra ha demostrat ser un procés molt complex i que encara està lluny de ser ben comprès.
A més del mèrit intrínsec de la producció escultòrica romana, el fet que d'una manera generalitzada copiessin obres gregues i fessin al·lusions al classicisme grec va mantenir viva una tradició i una iconografia que d'una altra manera podrien haver-se perdut; en aquest aspecte, també van fer la seva contribució els primers cristians. Gran part del coneixement de la cultura i l'art de l'antiga Grècia, amb l'escultura romana al seu costat, va ser fonamental en la formulació de l'estètica renaixentista i neoclàssica. Aquest fet confirma la vitalitat i significat que encara perviu en l'actualitat, ja que és considerat com un dels moviments artístics més importants de la cultura occidental, com ho demostra el gran nombre d'estudis especialitzats del qual és objecte i de la fascinació que encara produeix en el públic en general.

## L'escultura i la societat romana

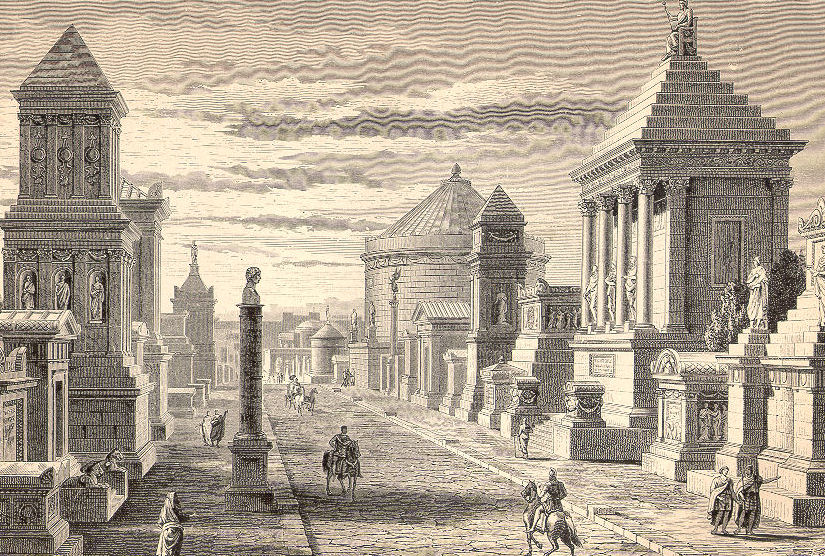
Reconstrucció de la via Àpia, a l'antiga Roma

Roma era una societat amb una gran sensibilitat visual. Les arts visuals actuaven com una espècie de literatura accessible a les grans masses, ja que una gran majoria de la seva població era analfabeta i incapaç de parlar el llatí erudit que circulava entre l'elit; mitjançant aquestes, es reafirmava la ideologia imperant i era un mitjà de difusió de la imatge de les grans personalitats. En aquest context, l'escultura va gaudir d'una posició privilegiada que ocupava tots els espais públics i privats, omplint les ciutats amb una proliferació d'obres de diverses tècniques artístiques.
Gran part de l'escultura produïda a Roma pertany a la temàtica religiosa, o d'alguna manera n'està relacionada. I sovint, també els retrats estaven associats amb els temes sacres. Com en qualsevol altra cultura, Roma va produir imatges per al culte religiós i arreu n'eren presents, des dels grans temples públics fins als habitatges més modests. La seva presència es va convertir en un fet habitual en grans escultures en bronze i marbre –estàtues, grans sarcòfags, relleus arquitectònics, camafeus gravats en les pedres precioses–, en petites estàtues de terracota, senzilles plaques funeràries, màscares mortuòries en cera –el cost de les quals estava a l'abast de les classes més humils–; fins i tot en les monedes, que poden ser enteses com un relleu en miniatura i que eren accessibles a la gran massa popular. Jaś Elsner exposa:
| « | Aquest tipus d'imatges, a la recerca dels súbdits imperials de totes les formes de la vida social, econòmica i religiosa, va ajudar a construir una unitat simbòlica entre els diversos pobles que componien el món romà, enfocant el seu sentit de la jerarquia en una persona suprema. Quan un emperador moria, els seus hereus podien lloar les seves escultures com un déu –proclamant una continuïtat en la successió i erigint temples en el seu honor–. Quan un emperador era enderrocat, les seves imatges eren violentament suprimides en damnatio memoriae, la supressió de la memòria que informava visualment la població dels canvis dins l'autoritat política (...). El politeisme no era una religió d'escriptures i doctrines, l'estructura d'una església jeràrquica i centralitzada; era més aviat un conjunt de llocs de culte, rituals i mites, gestionats per les comunitats i, sovint, pels sacerdots hereditaris. Era eclèctic i divers, ampli, pluralista i tolerant. Les imatges i els mites proporcionen al món antic les principals formes de «teologia». | » |

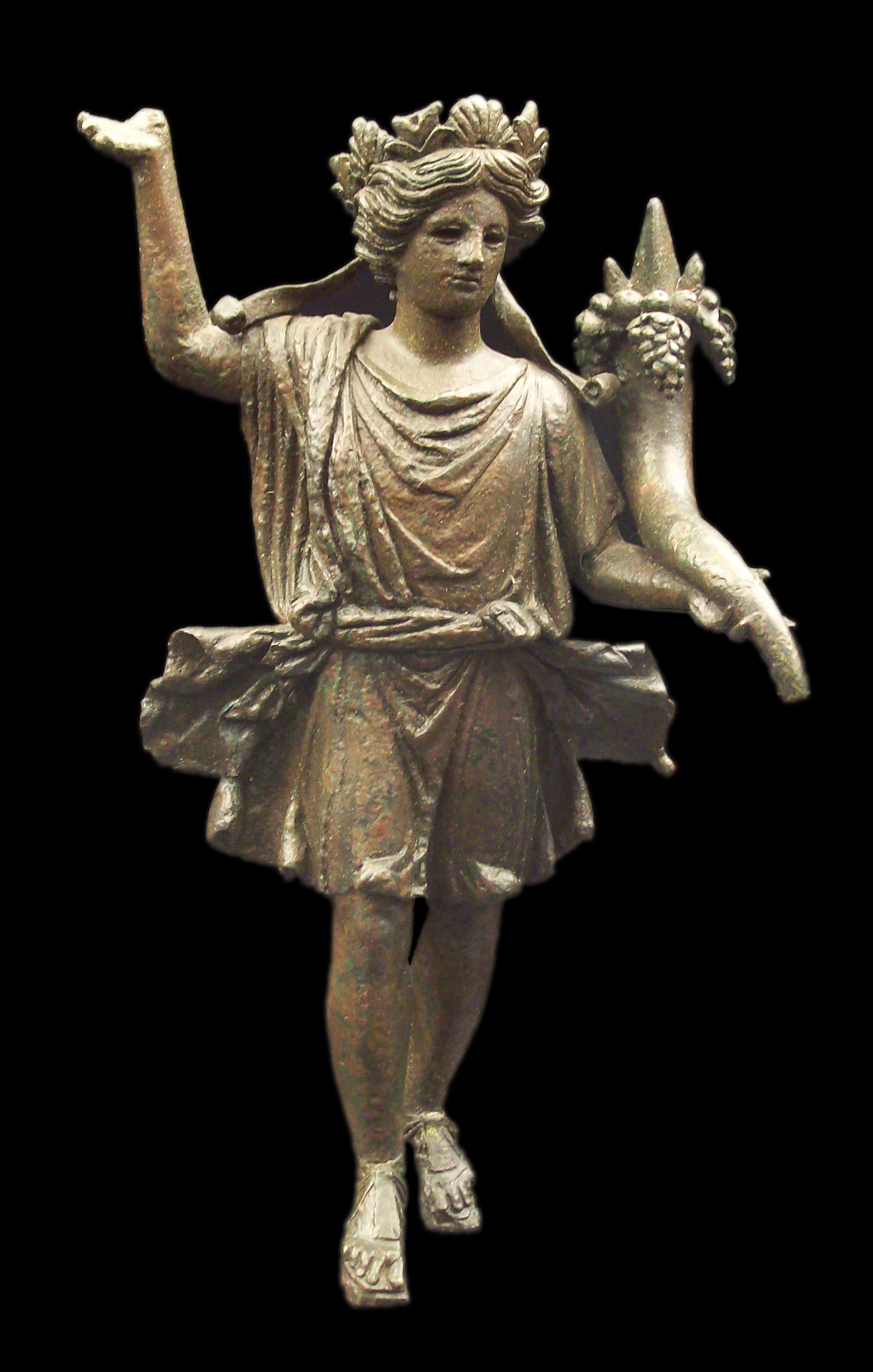
Lar de bronze del, MAN, Madrid

Quan el cristianisme es va convertir en la religió oficial, el paper de l'art va canviar radicalment, tot i que no va perdre la seva importància central. El déu cristià no era conegut per imatges, sinó mitjançant les escriptures, els seus profetes i comentaristes. Tanmateix, l'escultura i el seu repertori de representacions naturalistes convencionals va ser adoptada per la nova església, usada per a la composició d'al·legories, i va continuar sent emprada com a decoració dins l'àmbit laic, públic i privat; fins al final de l'imperi, serví com un registre històric, per a la pràctica del retrat, o com una forma d'emfasitzar l'herència clàssica compartida per tots, per tal d'establir la unitat cultural en un moment en què les perifèries començaven a desenvolupar la seva pròpia cultura amb un alt grau d'independència, i era cada cop més complicat mantenir unificat el territori.

## Context històric

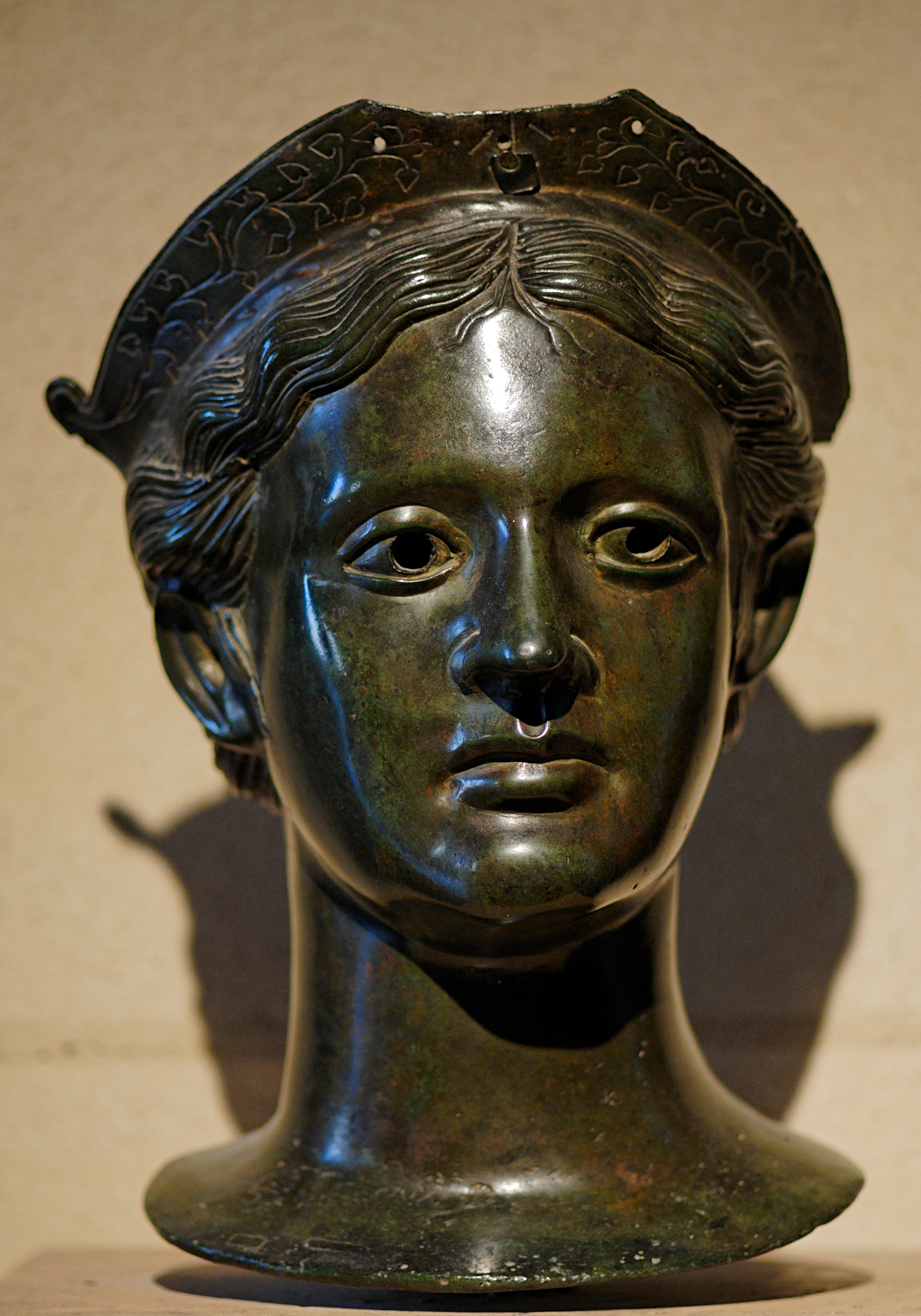
Escultura etrusca tardana,, Museu del Louvre

L'origen de Roma és controvertit, però probablement va ser fundada a mitjans del segle viii aC a partir d'una barreja de pobles itàlics que vivien a la regió del Laci ja des del segle x aC. Alguns sostenen la tesi que va ser fundada pels etruscs, que vivien al nord, i una llegenda diu que la seva fundació va ser obra de Ròmul i Rem, descendents d'Enees, l'heroi troià. Altres proves consistents suggereixen la presència de pobles transeuropeus immigrants, celtes i germànics, que van deixar els seus trets físics en algunes famílies de l'aristocràcia romana, com la dels Flavis, en un poble fonamentalment de pell fosca, i ha estat la causa de la presència de noms com Rufus i Rutilius.

### Tradició etruscoromana
Entre els segles VII aC i VI aC, els etruscs van dominar la part nord-central de la península Itàlica, i almenys alguns dels semillegendaris reis de Roma van ser etruscs. El seu art, que ja estava sobre manera interpretat del període grec arcaic, es va convertir en l'art dels romans. Així com farien més tard amb l'art grec, els romans no sols van copiar els models etruscs sinó que durant les guerres contra ells, es van apropiar de les obres d'art etrusques que serviren per a decorar la seva capital. Les primeres escultures creades a Roma de les que hi ha notícia daten del segle vi aC i el seu estil és completament etrusc. El famós Apol·lo de Veïs ens dona una bona informació sobre les tendències estètiques vigents en aquell moment.

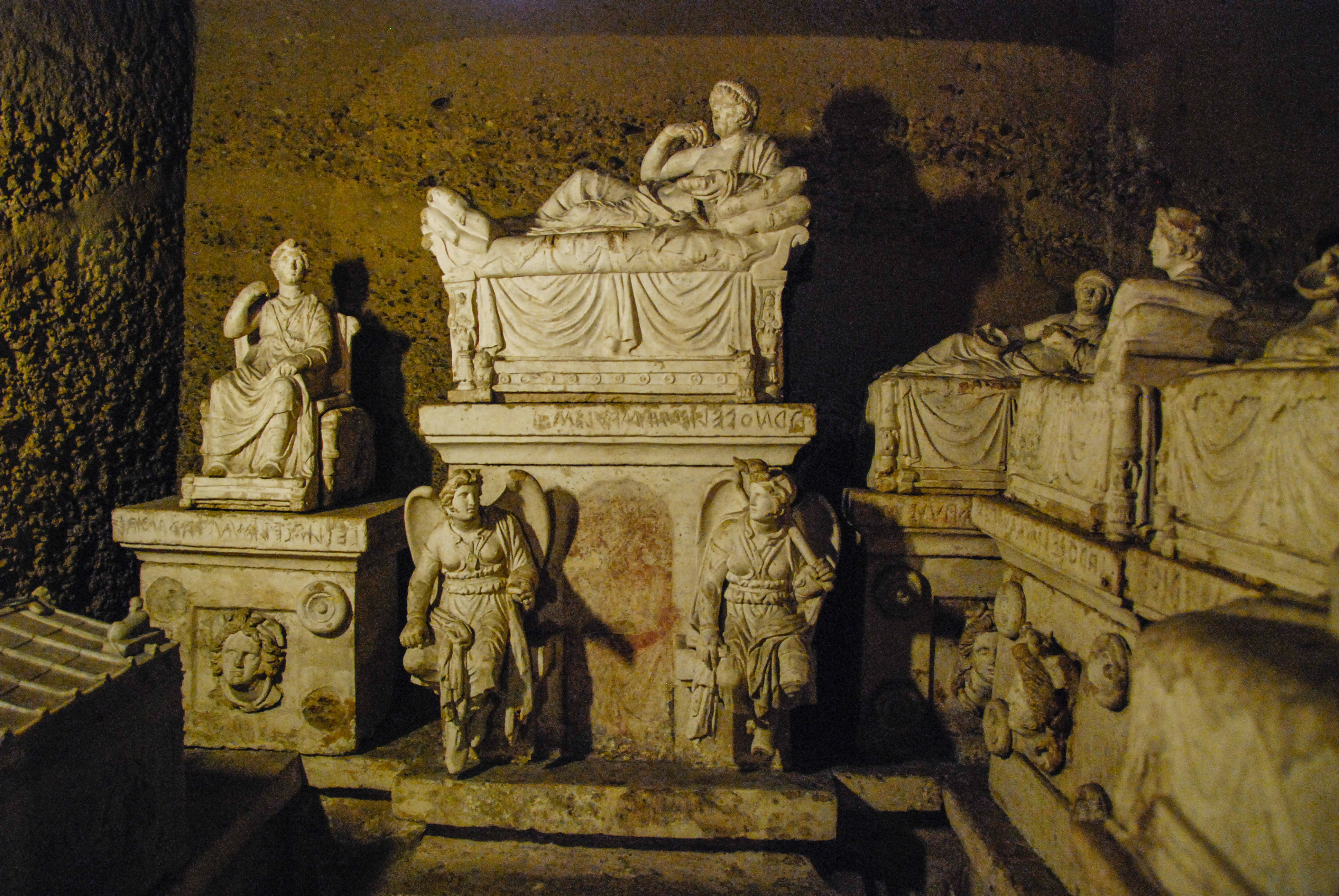
Ipogeo dei Volumni, a Perusa, mostra d'art etrusc de transició al domini romà

Els etruscs eren experts en diferents tipus d'escultures, des de l'estatuària fúnebre i els sarcòfags fins als grups monumentals, i en molts aspectes es van anticipar a l'estètica del prosaic que els romans desenvoluparien més tard. Van ser mestres a representar escenes de gènere, que representaven la vida comuna, els personatges del poble fent activitats quotidianes, i també en el retrat es van mostrar uns artífexs de primer ordre. Però potser on havien estat més originals va ser en l'art funerari. Van desenvolupar una tipologia específica per a les urnes funeràries, que consistia en una capsa decorada amb relleus i tancada per una tapa en què hi havia un retrat del finat amb tot el cos recolzat, i de vegades estava acompanyat de la seva esposa, un model que els romans adoptarien en molts dels seus sarcòfags. El sarcòfag dels esposos al Museu Nacional Etrusc, i l'Ipogeo dei Velumni, una cripta que es troba a Perusa i que inclou diversos sarcòfags, en són exemples ben coneguts.
Malgrat el progressiu abandonament de la tradició etrusca durant l'etapa posterior, l'anomenat període hel·lenístic, encara se'n troben rastres a l'època de l'emperador August.

### Hel·lenisme i neoclassicisme
Mentrestant, Grècia evolucionava cap al seu classicisme, que assolí l'apogeu durant el segle iv aC. En aquella època, Roma va iniciar la seva expansió cap al sud, va aconseguir la independència dels etruscs després de quasi un segle de lluites per la supremacia regional, i entraren en contacte més directe amb l'art grec per les colònies de la Magna Grècia, que tenien una sofisticada cultura que va impressionar els romans. Els nobles de Roma van començar a adquirir obres gregues per als seus palaus, i contractaven artistes grecs perquè realitzessin còpies de les composicions més cèlebres, de vegades pagant-hi preus fabulosos.

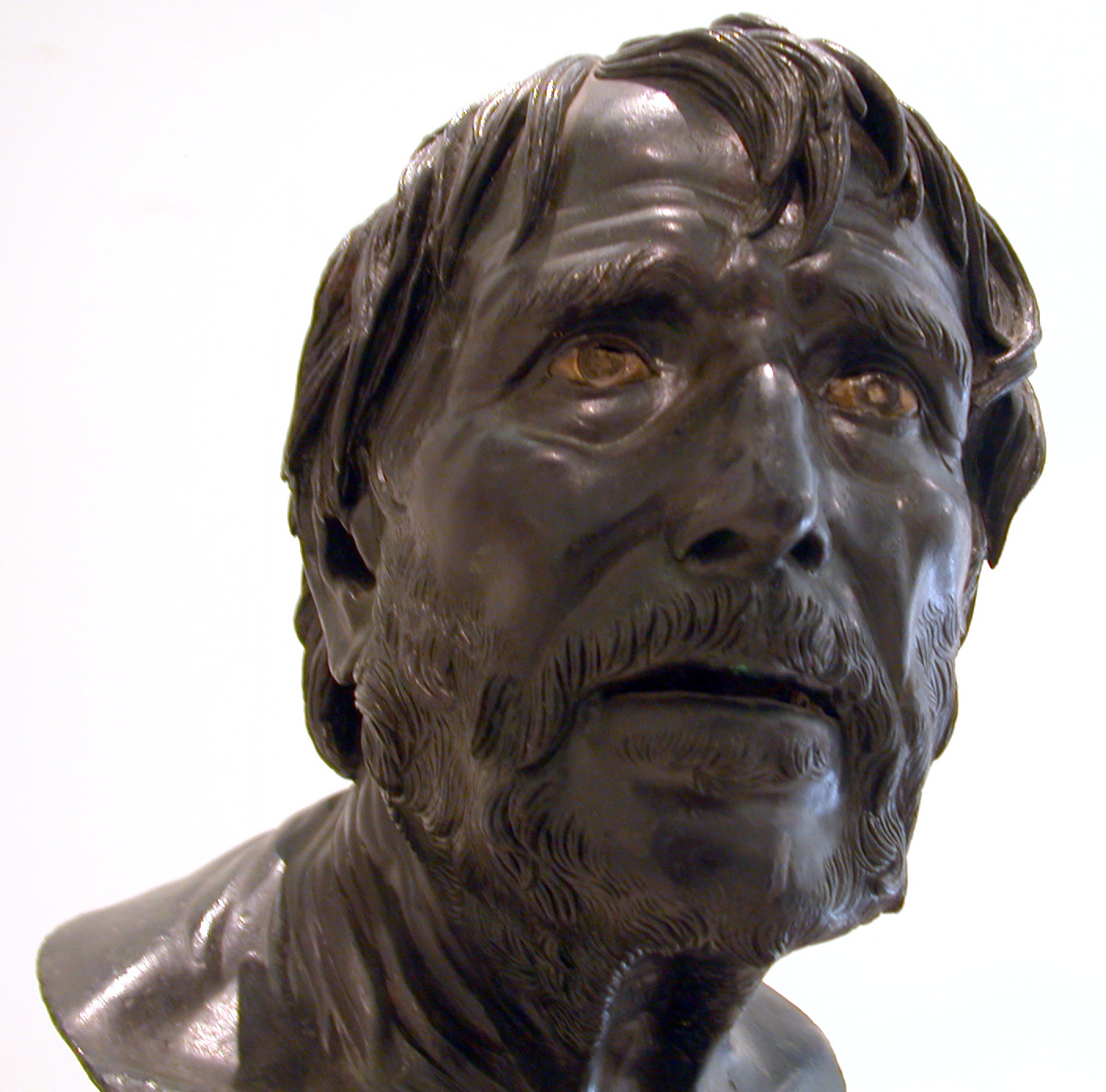
Pseudo-Sèneca,, còpia d'un original hel·lenístic del, Museu Arqueològic Nacional de Nàpols

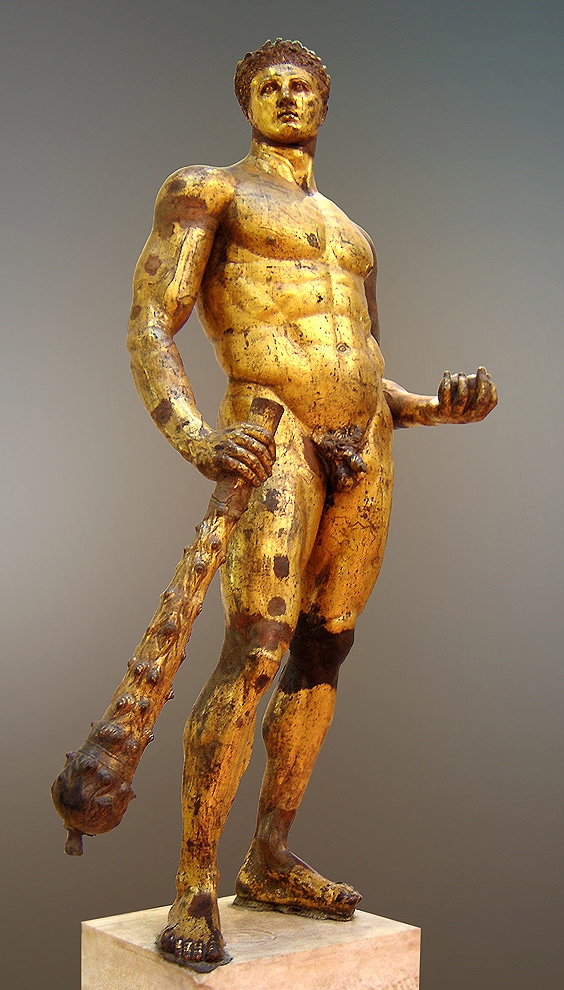
Hèrcules Capitolino, classicisme,, Museus Capitolins

Una mica més tard, Alexandre el Gran va conquerir Grècia i va portar el seu art a l'Índia passant per Pèrsia i arribant a Egipte. L'impacte d'aquesta expansió va exercir dos tipus d'influències significatives: l'un sobre els pobles conquerits, tot definint noves orientacions per al seu art i la seva cultura, i un altre, en sentit contrari, que afectà la mateixa cultura grega que va assimilar una varietat d'elements orientals. Amb la fragmentació de l'Imperi alexandrí després de la mort del conqueridor, es van formar diversos regnes d'arrel local –Bitínia, Galàcia, Paflagònia, Pont, Capadòcia, l'Egipte de la dinastia Ptolemaica–, que van incorporar nous costums grecs i van evolucionar d'una manera particular. D'aquesta fusió d'influències orientals i gregues, se'n deriva el terme hel·lenístic. L'interès pel passat va ser un tret distintiu de l'època. Es van fundar els primers museus i biblioteques, com a Pèrgam i Alexandria; hi van aparèixer biografies dels artistes més notables. Es cultivà la crítica de l'art i els viatgers van descriure la geografia, la història i els costums de les diverses regions que visitaven.
L'historicisme existent a l'època va donar lloc que s'emulessin alguns estils anteriors, i el resultat fou una síntesi eclèctica; i, en relació amb el tema de l'obra, dominà un progressiu laïcisme. Es prefereixen les obres dramàtiques i un dinamisme més gran, amb la presència de moviments, i la seva intensitat expressiva ha estat comparada amb la de l'estil barroc. La infància, la mort i la vellesa, i fins i tot l'humor, són temàtiques quasi sense precedents en l'art grec clàssic, i van ser introduïdes i àmpliament conreades. A més a més, entre les elits de diversos països, es va desenvolupar el gust pel col·leccionisme d'obres d'art, en què els romans esdevindrien els més entusiastes.

L'any 212 aC, els romans van conquerir Siracusa, una rica i important colònia grega de Sicília, on eren abundants les obres d'art hel·lenístic. Tot va ser saquejat i portat a Roma, i aquestes obres van substituir l'estil propi de l'escultura etrusca que encara estava en vigor. El saqueig de Siracusa va ser l'impuls final per a l'establiment definitiu de la cultura grega al cor de la República romana, però va trobar també una determinada oposició.

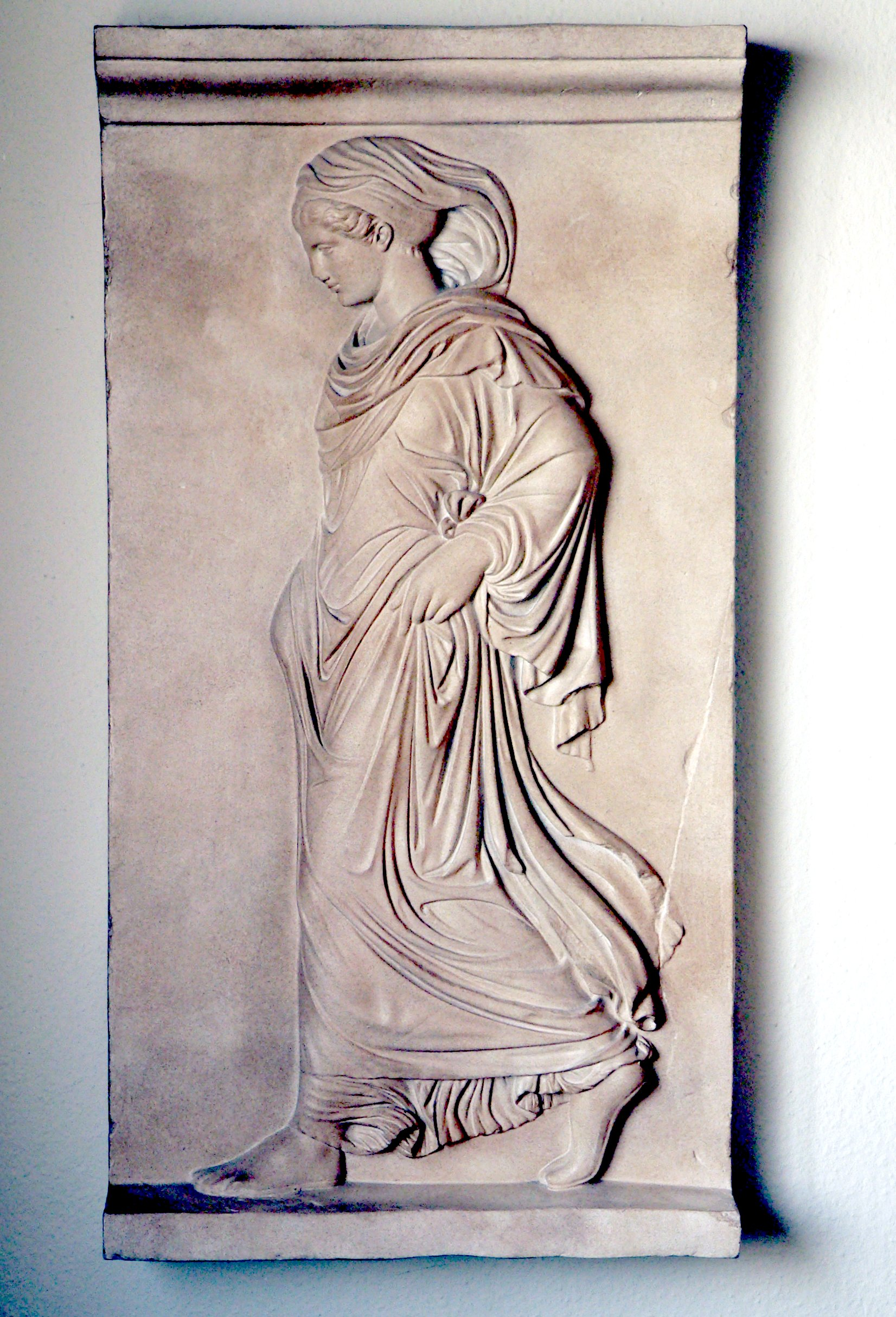
Gradiva, un exemple d'escultura de l'escola del neoaticisme

Cató denuncià el saqueig i la decoració de Roma amb les obres hel·lèniques, ja que considerava que era una perillosa influència per a la cultura nativa. Deplorà que els romans aplaudissin les estàtues de Corint i Atenes, i ridiculitzessin la tradició decorativa en terracota dels antics temples romans. Però tot va ser debades. L'art grec, en general, havia substituït el gust etruscoromà, fins al punt que les estàtues gregues es trobaven entre els objectes més cobejats de la guerra i eren exhibides en la processó triomfal dels generals conqueridors. El 168 aC, per celebrar el triomf de Luci Emili Paul·le Macedònic en la conquesta del Regne de Macedònia, van desfilar dues-centes cinquanta carrosses plenes d'estàtues i pintures. El 146 aC, després de la conquesta d'Acaia, acció que va suposar la fi de la independència grega i la seva submissió a l'Imperi Romà, Plini comenta que Luci Mummi Acàic, literalment, va omplir Roma d'escultures. Poc després, l'any 133 aC, l'imperi va rebre en herència el Regne de Pèrgam, on hi havia una escola innovadora i original de l'escultura hel·lenística.
En aquells temps, la demanda d'estàtues a Atenes era enorme i els tallers d'escultura treballaven gairebé exclusivament per als col·leccionistes romans, que demostraven un gust refinat i sol·licitaven obres que imitessin la producció classicista dels segles v i iv aC, evitant les exageracions expressives de l'hel·lenisme posterior. Aparegué una escola «revivalista» anomenada neoaticisme, que posteriorment, durant el segle ii, tindria continuïtat en prosperar també a la mateixa ciutat de Roma. L'escola del neoaticisme representa la primera aparició en la història d'un moviment que legítimament pot ser anomenat neoclassicisme.

## Imperi Romà
A finals del segle ii aC o a inicis del segle i aC, es produí un canvi de perspectiva en relació amb l'art grec i aparegué una escola nacional d'escultura romana. Un bon exemple n'és l'altar d'Ahenobarb, considerada una obra precursora del majestuós art imperial d'August. Va ser creada com una ofrena de Gneu Domici Aenobarb com a celebració pel final de la campanya militar a Bríndisi, i va ser instal·lat davant del temple de Neptú, que s'havia acabat de construir. L'altar va ser decorat amb diversos frisos, alguns amb escenes mitològiques més o menys convencionals comunes dins la tradició grega. En un dels frisos, s'observa una escena de culte que representa un sacerdot preparant un sacrifici; als seus costats, es troben els soldats i altres assistents, figures que ja mostren una evident transformació temàtica des de l'estil clàssic tradicional cap al tema narratiu típicament romà. És una crònica de la vida quotidiana i, al mateix temps, mostra l'èxit del model polític imperant.

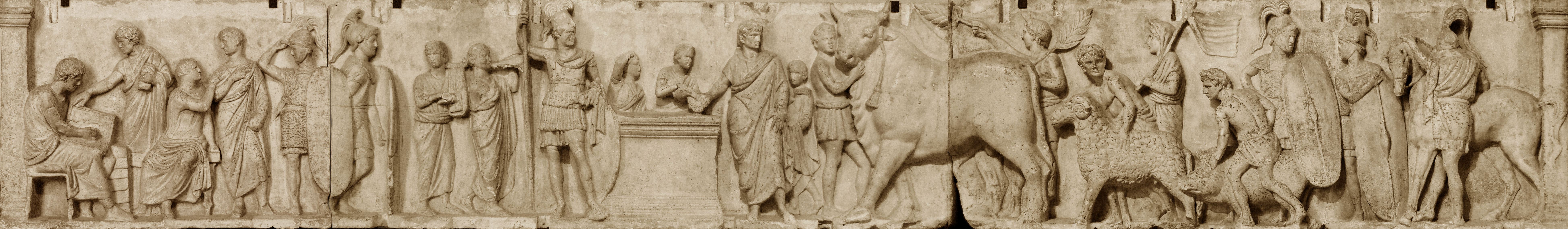
Escena del sacrifici de l'altar d'Ahenobarb, finals del o principis del (Museu del Louvre, París)

Amb August, Roma es va convertir en la ciutat més influent de l'imperi, i també el nou centre de cultura hel·lenística, protagonisme que abans havien tingut Pèrgam i Alexandria; aquest fet representà l'arribada d'un gran nombre d'artesans grecs. De la mateixa manera que els successors d'Alexandre havien contribuït a la supervivència de l'art grec, al qual enriquiren amb innovacions temàtiques, ara, en el temps d'August, Roma va fer la seva pròpia contribució a la continuïtat i a la renovació d'una tradició amb un prestigi secular, tradició que havia orientat el seu caràcter artístic. Roma va convertir-se en un gran centre cultural i va ser possible el sorgiment d'una escola romana que complementava l'art grec imperant, i va aparèixer la noció d'imperi. En aquest context, s'aplicava la tècnica grega però amb la temàtica típica d'aquesta nova Roma.

L'encunyació de monedes va contribuir d'una manera important a la consolidació de l'imperi, ja que aquestes peces són, de fet, baixos relleus en miniatura. A Roma, Juli Cèsar va legalitzar una pràctica hel·lenista i oriental que era la impressió de l'efígie del governant a les monedes; fins aleshores només hi havia imatges de déus o personatges històrics morts, i August va dirigir aquesta pràctica amb més consciència i pragmatisme polític, i imposà la seva presència visual i el missatge del govern en la vida quotidiana de tots els ciutadans. És un exemple que il·lustra com l'art i el poder polític poden unir esforços per tal de garantir un sistema de control social a gran escala. Aquest ús podia exercir una determinada pressió sobre la societat, i corrien històries sobre el rebuig cap a les monedes que mostressin la imatge d'emperadors odiats, com per exemple Neró.

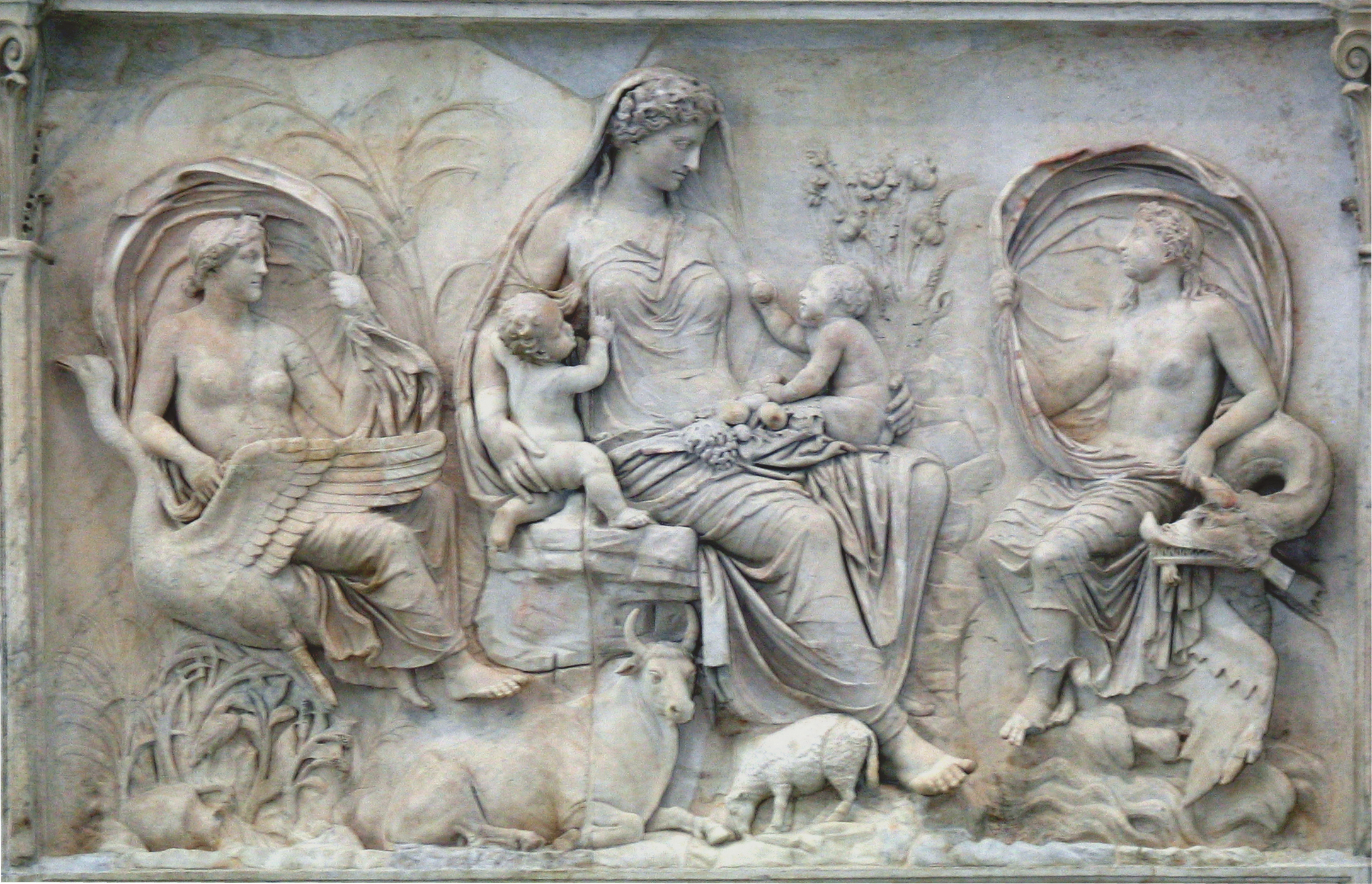
La representació de Tellus a l'Ara Pacis

El primer gran monument de l'escultura imperial va ser l'Ara Pacis (9 aC), també una obra mestra de l'arquitectura romana. Dedicat a la dea Pax, commemorava l'èxit de l'emperador August després de les seves victòries en les campanyes de la Gàl·lia i Hispània. El monument està decorat amb frisos i relleus escultòrics que mostren processons, escenes al·legòriques de la mitologia i sacrificis. En una escena apareix Tellus, la terra mare, en una interpretació molt diferent de la seva homòloga grega, Gea. Aquí se la personifica amb una força de la natura violenta i irracional, com era habitual en atuells de ceràmica grega, però és una imatge realment delicada i maternal, protectora i nodridora. Altres escenes emfasitzen els beneficis de la pau augusta, i proporcionen una visió clara dels veritables valors romans d'aquell període, una idea recurrent en repetides ocasions en la poesia laudatòria de l'època. Strong afirma que, en aquest immens altar, apareix per primera vegada en la història de l'art el fet que tant espectadors com protagonistes participen d'una mateixa escena; aquest autor comenta:
| «                                | Un extens estudi dels relleus de l'Ara Pacis tendeix a mostrar que som en presència d'un art en estat embrionari, encara lluny de la maduresa; l'escultor és hereu de la vasta experiència de l'art hel·lenista, però encara no ha après a seleccionar. Sembla oprimit per la novetat i la grandesa del tema, i la indecisió sobre com s'ha de representar; es troba com verificant una mica de tot. Però val la pena intentar-ho, i des d'ara, en més d'un segle de pràctica, es podran observar els triomfs de l'art flavià. Els artistes de l'època augusta no eren ni acadèmics ni decadents, ni tan sols imitadors. Eren pioners recorrent nous camins que van necessitar més de cent anys pera ser plenament explotats. | » |
| — Strong, Eugénie (1969) pàg. 56 | |   |

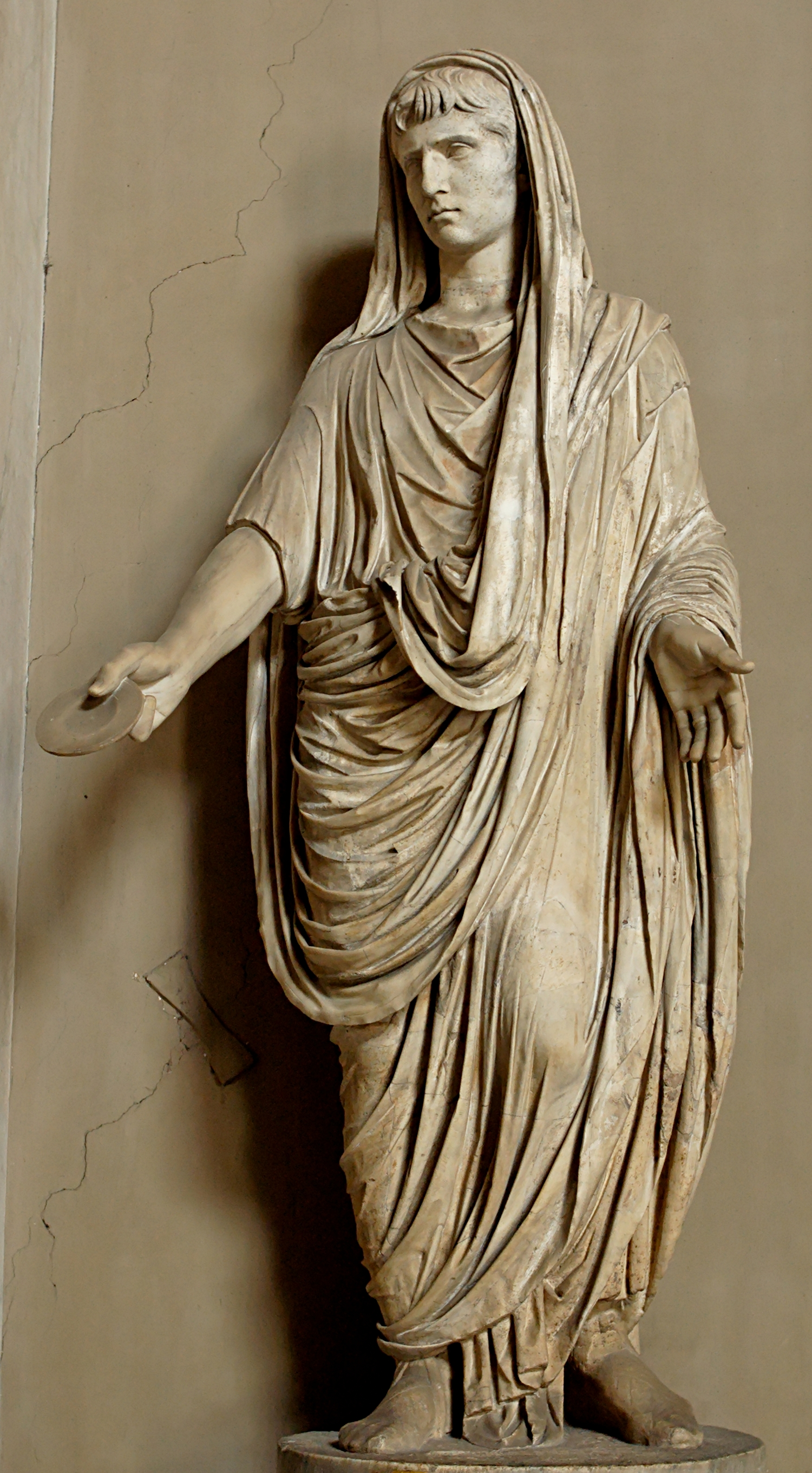
Genius d'August (Museu Pius Clementí)

August va demostrar ser un governant capaç, i comptava amb el suport del poble. Des del seu primer consolat, va anar acumulant honors fins que el senat, a petició del poble, li oferí ser emperador amb l'estatus d'august. El seu regnat va ser un període de relativa pau i prosperitat. Va organitzar el país i va fomentar les arts, tot fent-ne ús també per promoure la seva imatge personal, com era una pràctica generalitzada entre els poderosos. En els museus del món, sobreviuen moltes estàtues de l'emperador, mostrant-lo amb una varietat d'atributs, militars, civils i divins. Un dels més famosos és l'August de Prima Porta que, de fet, és una elaboració basada en el Dorífor de Policlet, obra que demostra que, malgrat els perceptibles canvis culturals de l'època, la tradició grega continuava sent venerada i es copiaven antics models, tant per les seves qualitats intrínseques com pel fet que representaven una paternitat per a la cultura romana i dignificaven la nova condició de la Roma imperial, amb la figura de l'emperador com el més gran de tots els mecenes i dels herois.
Alguns historiadors consideren la dinastia Júlia-Clàudia com un període de grandesa de l'art romà. Strong considera determinats aspectes com a indicadors d'una fase d'incertesa estètica; en destaca: l'esperit mateix de la recerca en diversos àmbits, la investigació de nous efectes d'il·luminació i del tractament de les superfícies, les noves formes de crear un sentit narratiu eficaç i, pel que fa a la perspectiva, l'estudi de la natura tot tractant de resoldre els problemes de representació dels grups. Aquests mateixos aspectes es registren també com a signes de consolidació d'una escola nacional d'escultura genuïna de Roma, i aquesta impressió queda reforçada amb els èxits en el camp del retrat ja des de l'època de la República. Tanmateix, és cert que la influència del neoclassicisme de l'escola Àtica es va mantenir, i van continuar utilitzant models grecs idealitzats que estaven destinats a difondre la grandesa imperial, adits amb un gust per la semblança, i establint un model innovador que va trobar continuïtat durant molt de temps.

## Tipus d'escultura

### Retrats

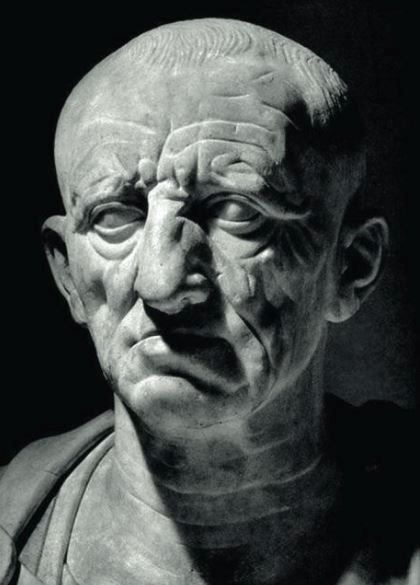
Detall d'un bust de Marc Porci Cató Uticense (circa 80 aC)

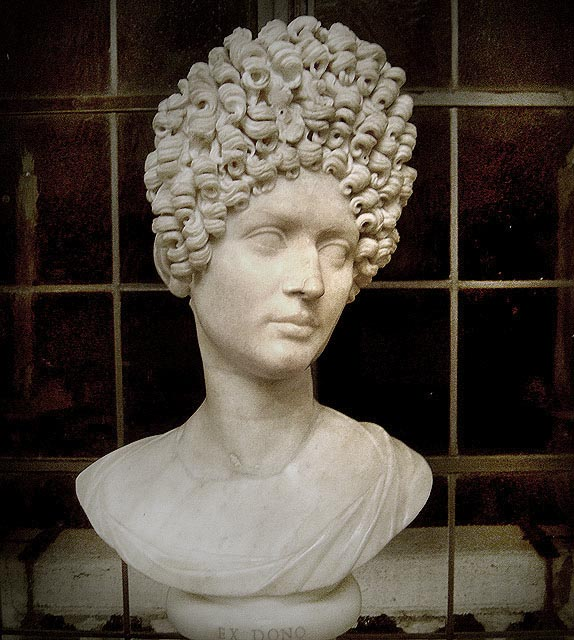
Retrat de matrona de la dinastia Flàvia, amb la tècnica de perforació al pentinat

La contribució escultòrica romana més característica es produeix en l'àmbit del retrat, una contribució que es basa en la tradició iniciada pels grecs i que a Roma es va desenvolupar més ràpidament que en altres àmbits. Aquest desenvolupament va ser la causa que l'escultura romana es dividís en dos grans blocs, cadascú amb diferents patrons d'evolució: el del retrat per un costat, i els altres camps escultòrics per l'altre. El retrat va ser molt ben valorat ja en l'època de la República i, amb el pas del temps, va anar oscil·lant cíclicament entre una tendència més classicista i idealitzant, i una altra amarada d'un gran realisme, que derivava en part de l'expressivitat típica de l'art hel·lenista.
Les formes més freqüents utilitzades en els retrats van ser el bust i el cap, i les figures dempeus van ser menys comunes, encara que se'n feien. La preferència pel bust i el cap és un tret cultural característic de Roma i va generar un gran mercat artístic en tota la conca mediterrània; aquest fet s'explica, primer per raons econòmiques, ja que era molt més barat un bust que una estàtua completa, però també pel convenciment que permetia una millor identificació individual de la figura representada. Per als romans era el cap, i no el cos ni els vestits o accessoris, el centre d'interès d'un retrat. Robert Brilliant afirma:
| « | ... la identitat específica del subjecte, establerta pels trets particulars del cap, havia estat concebuda com un apèndix simbòlic que no va tenir en compte la integritat del cos. Sembla que els escultors van crear els seus caps (de retrats) com la clau principal per a la identificació, i s'insereix en una ben orquestrada semblança en el concepte, dels escenaris preparats, amb una obertura per al rostre —comú també, entre els fotògrafs del segle xx. De fet, innombrables estàtues sense cap que sobreviuen de l'antiguitat són similars als escenaris sense actors, especialment quan el cos va ser fet pels ajudants amb anticipació, esperant que el cap fora tallat pel mestre escultor. | » |

Amb l'ascensió de Vespasià, fundador de la dinastia Flàvia, l'estil mixt que practicaren els artistes de la dinastia Júlia-Clàudia, estil en què coexistia una mescla d'idealisme i realisme, es transformà i es produí un retorn a les formes hel·lenistes; es feia èmfasi en la descripció realista del subjecte, fins i tot quan el subjecte tractat era l'emperador. En l'apartat d'innovacions, s'introduí la tècnica de la perforació, i els retrats femenins d'aquesta fase estan, en general, adornats amb pentinats molt elaborats.

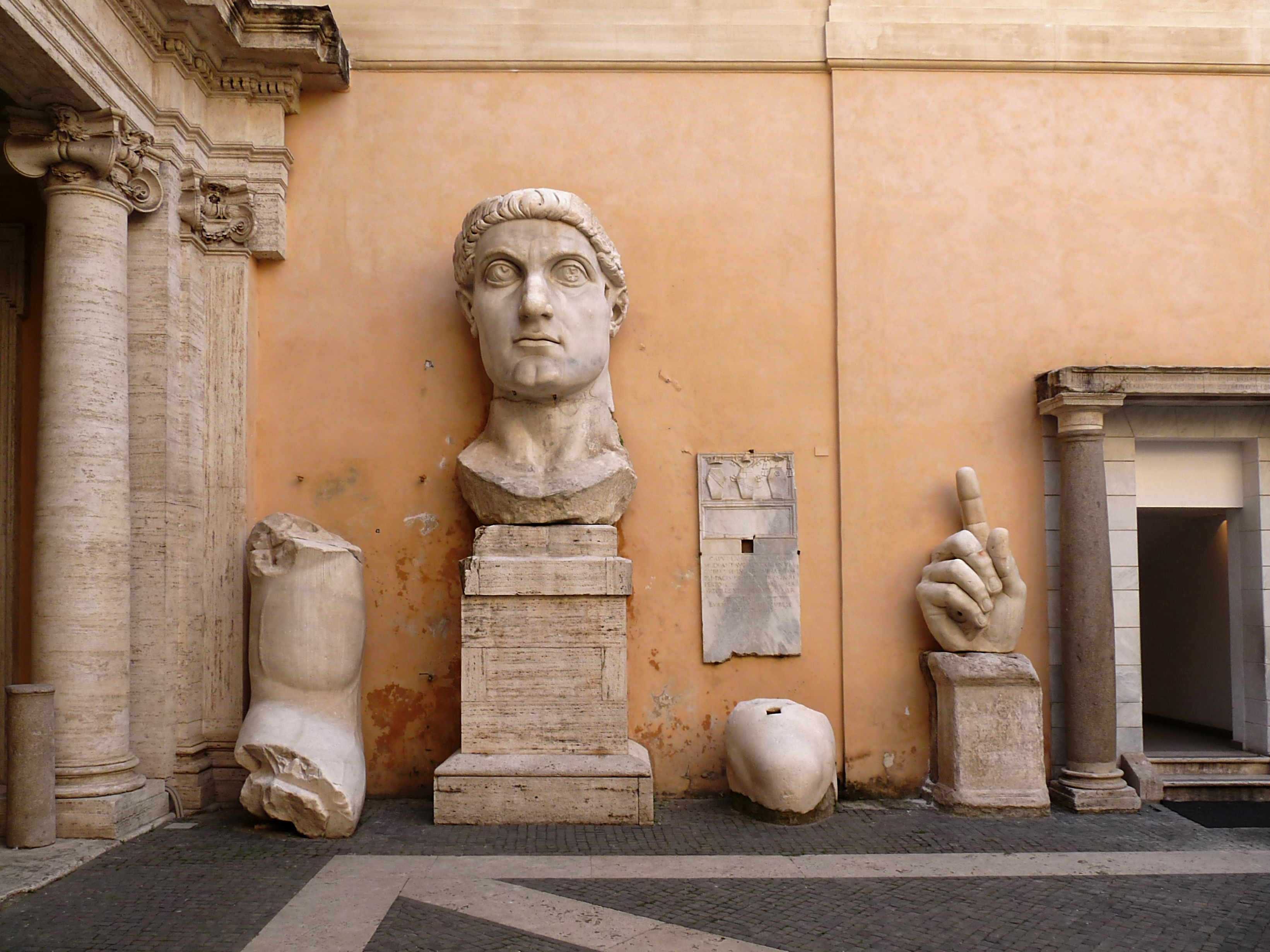
Retrat monumental de l'emperador Constantí el Gran

Tanmateix, amb l'arribada al poder de Trajà, els canvis van tendir a la idealització, i amb Hadrià fou portada a un grau encara més elevat, amb les preferències hel·lenistes ben marcades. Els retrats de Marc Aureli també presenten la caracterització realista; es progressa en el vessant descriptiu i s'aconsegueix un alt grau d'expressivitat que tingueren un gran impacte en l'art de tot l'imperi. D'altra banda, la influència oriental i l'interès pels elements geomètrics fan que els retrats adquireixin un aspecte progressivament més estilitzat i abstracte. Amb Constantí, aquesta tendència arriba al seu punt més àlgid, acompanyada amb una sensació de monumentalitat que recorda el classicisme de l'època d'August. L'estil desenvolupat sota el seu regnat seria un precursor directe de l'art romà d'Orient i representa el final de l'edat d'or de l'escultura romana.
Mentre que els emperadors utilitzaren els retrats principalment per a una reafirmació del seu poder i del programa polític, en l'esfera privada s'utilitzaren fonamentalment en l'àmbit funerari. Els bustos anaven acompanyats d'inscripcions, i l'elenc de familiars i amics del mort decoraven altars, tombes i urnes cineràries. Aquesta tradició estava vinculada a una llarga tradició destinada a celebrar i demostrar el seu llinatge patrici: en les processons funeràries de l'elit, es mostraven les màscares mortuòries de cera o terracota dels avantpassats il·lustres. Aquestes màscares estaven orgullosament guardades al santuari familiar, el lararium, juntament amb bustos de bronze, terracota o marbre. Es creu que el costum de la confecció de màscares mortuòries, que copien amb exactitud les característiques facials dels morts, va ser una de les causes que en els retrats romans es desenvolupés el gust pel realisme.

### Estàtues

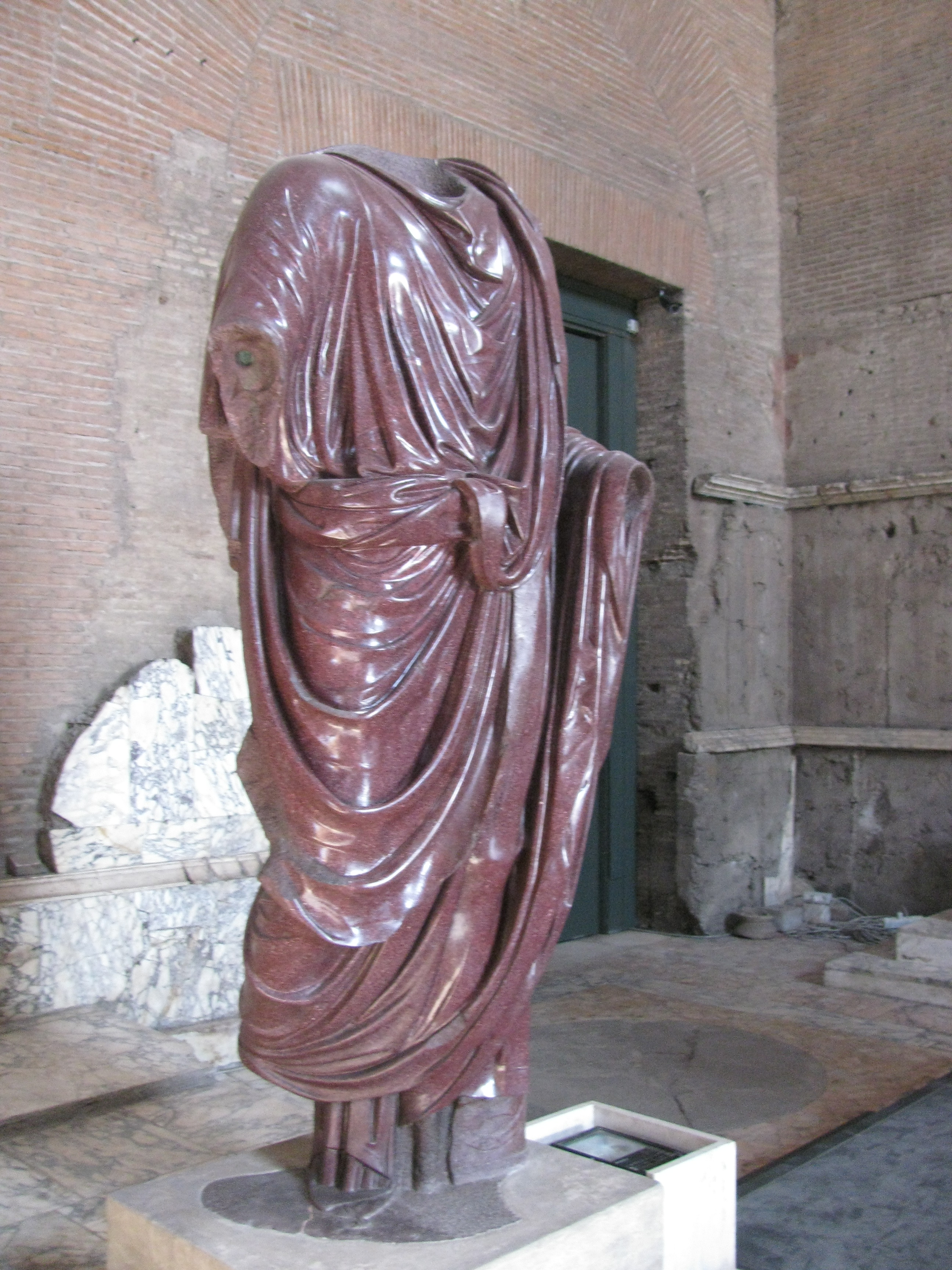
Tors descobert darrere la cúria Júlia, que se suposa que és una estàtua imperial de Trajà o Hadrià. Està exposat a la cúria (fòrum romà)

En les estàtues en les quals es representaven els emperadors en el seu estat deïficat, s'observa una incongruència entre la forma de representació del cos i la del cap; això succeeix especialment en els períodes en què s'utilitzava amb més força la descripció realista. Mentre que el cap es mostrava sovint amb tots els signes de l'envelliment, els cossos seguien els antics cànons de l'escultura clàssica grega, en què s'idealitzava la figura amb una eterna joventut i plenitud de força. Aquestes obres estranyes als ulls moderns, acostumats a veure una estàtua com un tot homogeni, resulten comprensibles quan es tenen presents els acords que regien l'art del retrat, i quan sabem que les estàtues eren per als romans una espècie de simulacre simbòlic, i no una realitat.
Així, s'ha suggerit que, de fet, es tractava d'un acord entre dues parts diferents: l'una per representar el cos en termes simbòlics i una altra per a la representació descriptiva del cap per tal de poder identificar clarament el personatge, amb un rebuig de la interpretació literal del conjunt. A l'hora de representar el genius del subjecte, les mateixes convencions semblaven regir l'estatuària privada, que en aquest cas pertanyia al grup dels monuments. Amb el mateix propòsit, sovint el que es feia era simplement substituir el cap d'una estàtua cèlebre que pertanyia a un déu per la testa d'un patrici romà o de l'emperador. Sembla que, entre els romans, sabien diferenciar clarament les estàtues de culte de les estàtues simbòliques, una estàtua d'un déu i una estàtua d'una persona que havia estat deïficada. Quan es portaven a terme algunes damnatio memoriae, tampoc es dubtava a treure el cap d'una estàtua de qualsevol persona i reemplaçar-la per la d'una altra. Aquesta pràctica va ser comentada de manera natural en la literatura de l'època, la qual cosa confirma la independència que sovint existia entre el cap i el cos.
Dins l'art romà, altres tipus d'estàtues decoratives i de culte no afegeixen res essencialment nou, i els seus exemplars, encara que molts de gran qualitat, no contribueixen amb res que no hagués estat experimentat a fons ja abans pels clàssics grecs i pels hel·lenistes. Les còpies romanes d'obres d'aquesta producció van continuar elaborant-se fins al segle v. Tanmateix, des del segle ii i, més intensament, des de Constantí I el Gran es produeix una penetració de la influència oriental que va determinar una progressiva eliminació, amb alguns períodes de recuperació, del cànon grec; aquest procés conduí a la formació d'un estil sintètic i abstracte que actuaria de pont abans de l'establiment de l'art romà d'Orient.

### Sarcòfags

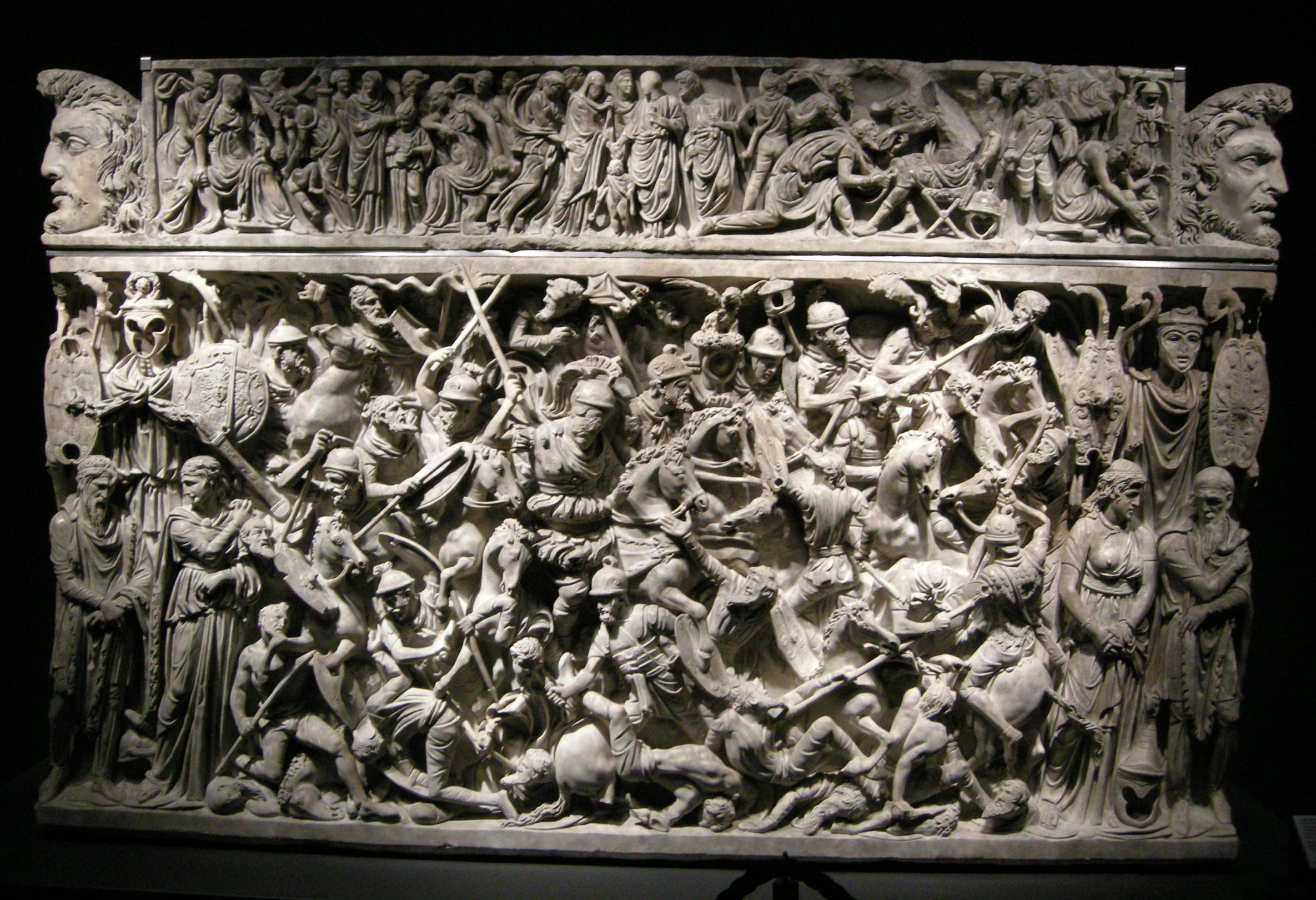
Sarcòfag decorat amb una escena de lluita entre romans i germànics, c. 180–190 (Museu Nacional Romà)

L'ús dels sarcòfags entre els etruscs i els grecs era comú, però va ser a Roma on es van usar extensivament a partir del segle ii, quan el costum de la cremació dels morts va ser substituït per l'enterrament i aquest culte es va estendre per tot l'imperi. La producció de sarcòfags es va establir principalment en tres grans centres: Roma, Àtica i l'Àsia; i en cada lloc existien models diferents:
- El més comú era una caixa decorada amb relleus figuratius, amb una coberta més o menys llisa; un segon tipus mostrava una altra coberta també decorada, que podria incloure els retrats escultòrics de cos complet dels morts, com si estiguessin asseguts en un banquet, un model que derivava de l'art etrusc. Tots dos models van donar lloc a exemplars decorats amb relleus d'una extraordinària sofisticació i complexitat.
- Un tercer tipus, confinat a Roma, tenia una decoració abstracta o floral, i als extrems també caps d'animals, principalment lleons.

De tota manera, n'hi havia molta variació i existien mescles entre aquests models tipus, i la seva qualitat i riquesa decorativa depenien de la riquesa de la família que realitzava l'encàrrec.
El centre de producció asiàtic es caracteritzà per una preferència a elaborar caixes de mida gran i de formes arquitectòniques, amb columnes al seu entorn, estàtues entre aquestes, i una imitació d'una porta en dos dels seus costats on hi havia plaques ornamentades. També tenien un sostre amb forma de prisma amb acroteris, que simulaven una veritable casa o temple; alguns podien tenir una plataforma per a poder ser ubicats en una posició ben alta. Aquest tipus, a diferència dels altres, sovint era condecorat per tots costats i podia ser un monument independent, instal·lat a l'aire lliure en qualsevol necròpoli, mentre que els altres apareixien usualment en els nínxols de les tombes i la seva decoració es reduïa a les parts visibles. La pràctica romana de sepultura en sarcòfags va tenir continuïtat en l'era cristiana, constituint un dels principals mitjans amb què es desenvolupà la iconografia religiosa.

Columna de Trajà

### Relleus arquitectònics
Els relleus decoratius que s'empraren en diversos elements arquitectònics com altars monumentals, columnes commemoratives i arcs de triomf, van ser un camp fèrtil que contribuí al desenvolupament d'un estil narratiu característic dels romans. Uns exemples clàssics reconeguts com a precursors són l'altar Ahenobarb i l'Ara Pacis. Una altra obra que cal tenir en compte és el fris de la basílica Emília (circa 54-34 aC) al fòrum romà; està realitzada en un estil hel·lenitzant de caràcter vigorós, que presenta dràstics escorços i que es complementen amb escenes paisatgístiques.
De l'època de la dinastia Júlia-Clàudia no va sobreviure gairebé cap obra, però un exemple que pot servir per a fer-nos una idea de l'estil imperant és un fris trobat a Roma. Aquesta peça mostra una processó de magistrats i sacerdots que porten petites estàtues votives, juntament amb ajudants, animals, músics i altres figures. El seu interès resideix en l'efecte de la perspectiva aèria produïda per la inserció de les figures en un segon pla, damunt la línia de la processó, un recurs que més tard va ser àmpliament utilitzat en escenes històriques.
La decoració de l'arc de Titus (c. 81-82) ha estat considerada com el punt més elevat de l'estil característic de la dinastia Flàvia. Els panells que el decoren, que presenten el triomf de Tit Flavi Sabí Vespasià, mostren excel·lents qualitats estètiques i demostren que els autors tenien una gran habilitat en l'ús de l'escorç, com s'observa en la representació de la quadriga de l'emperador, on el carro apareix en una visió frontal amb relació a l'espectador, i l'artista crea la impressió que el carro està girant cap a la dreta. L'altre panell representa el saqueig de Jerusalem; utilitza el mateix recurs, en un altre context, i tots dos tenen el seu efecte il·lusori reforçat amb l'ús racional de la llum i l'ombra. És difícil parlar d'un «estil de Flàvia», ja que en altres llocs es van trobar relleus més estàtics, d'índole força classicista.
Del regnat de Trajà ha sobreviscut la famosa columna de Trajà, que commemorava la campanya de Dàcia portada a terme entre l'any 101 i el 106. És una gran columna completament coberta per un fris continu que forma una espiral en direcció a la part superior; és un exemple perfecte de l'estil narratiu dels relleus històrics romans. Els episodis es fonen uns en altres sense interrupcions, excepte amb algun arbre de tant en tant. Trajà apareix diverses vegades en diferents situacions. En total són quasi 2.500 figures gravades, i el nivell tècnic es manté en tot el conjunt. Una característica innovadora és l'abandonament de la perspectiva i l'ús de figures desproporcionades amb el seu paisatge circumdant, la qual cosa delata la influència oriental que va penetrar en aquella època. Avui només podem veure les formes de marbre, però l'efecte que devia causar quan va ser completa hauria de ser impressionant, ja que amb la tècnica d'aquell temps, totes les escenes van ser pintades i adornades amb detalls de metall. És possible que el seu autor fora Apol·lodor de Damasc.

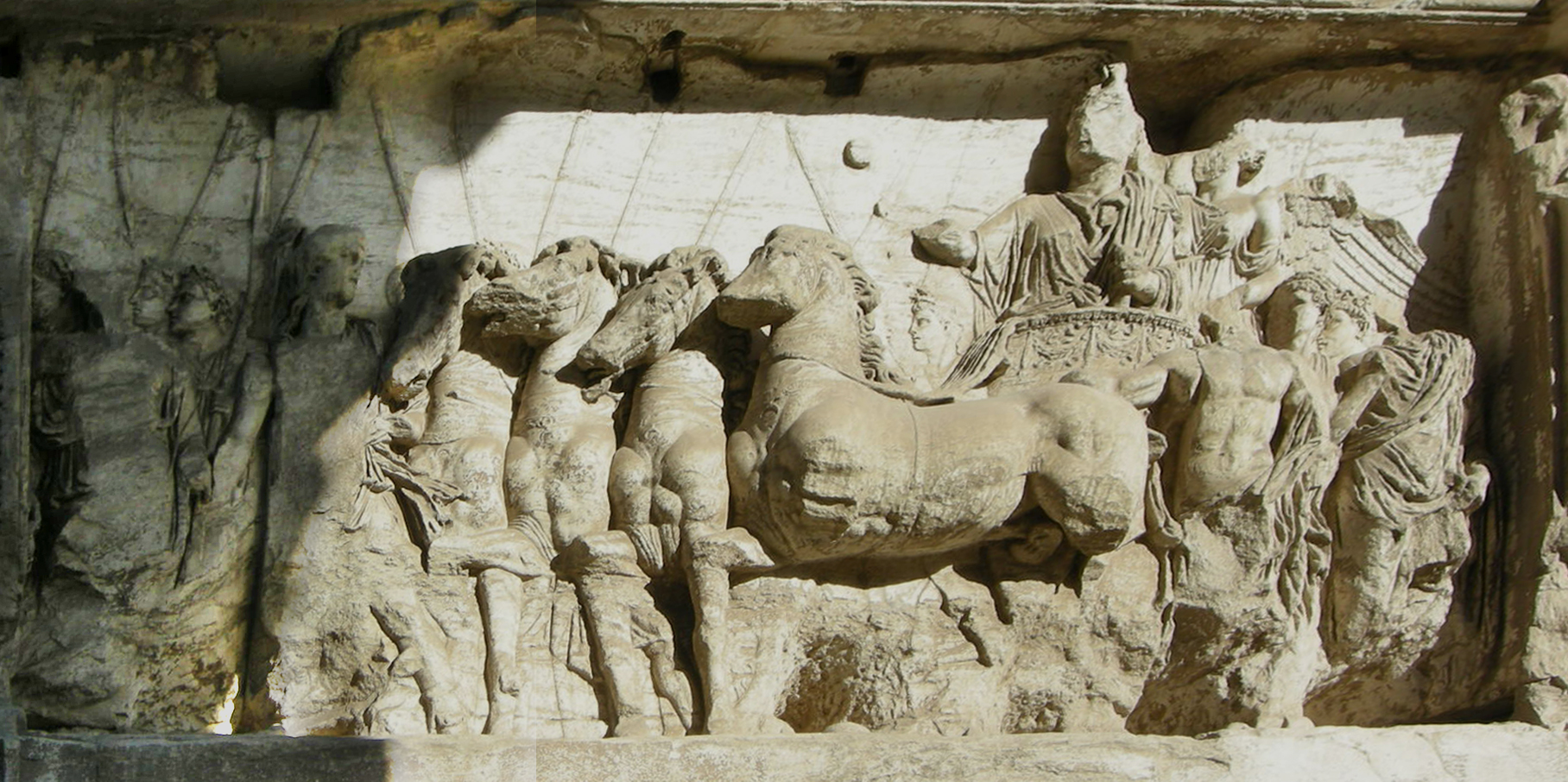
Fris de l'arc de Titus
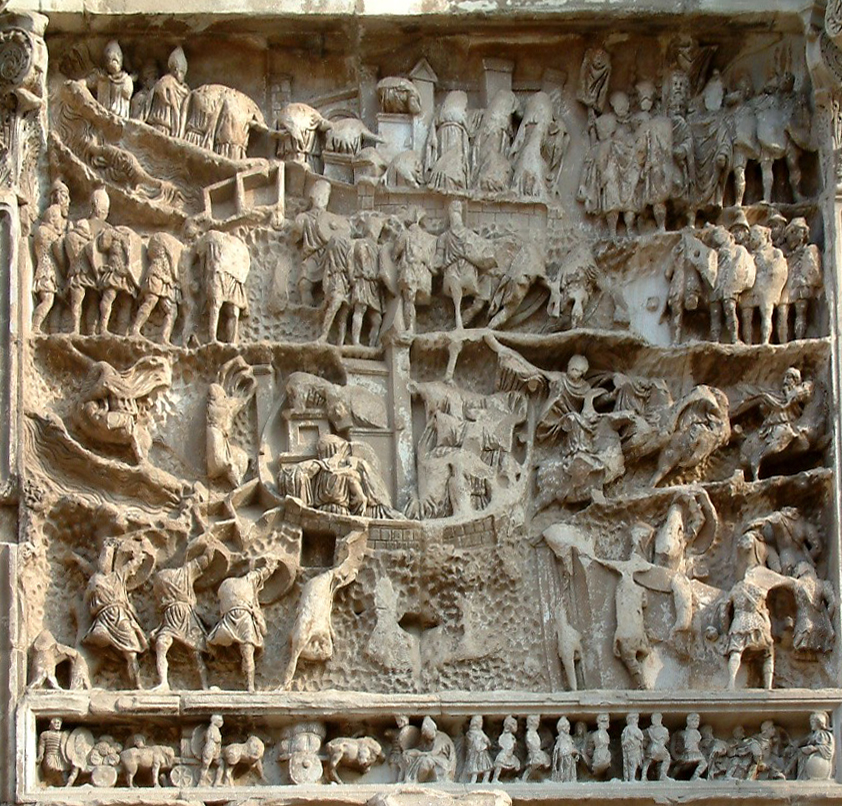
Relleu de l'arc de Septimi Sever
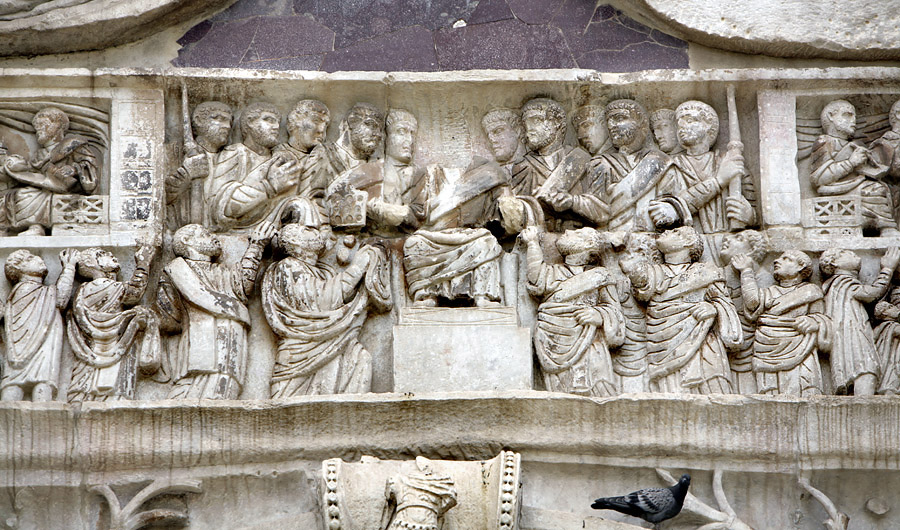
Fris nord de l'arc de Constantí
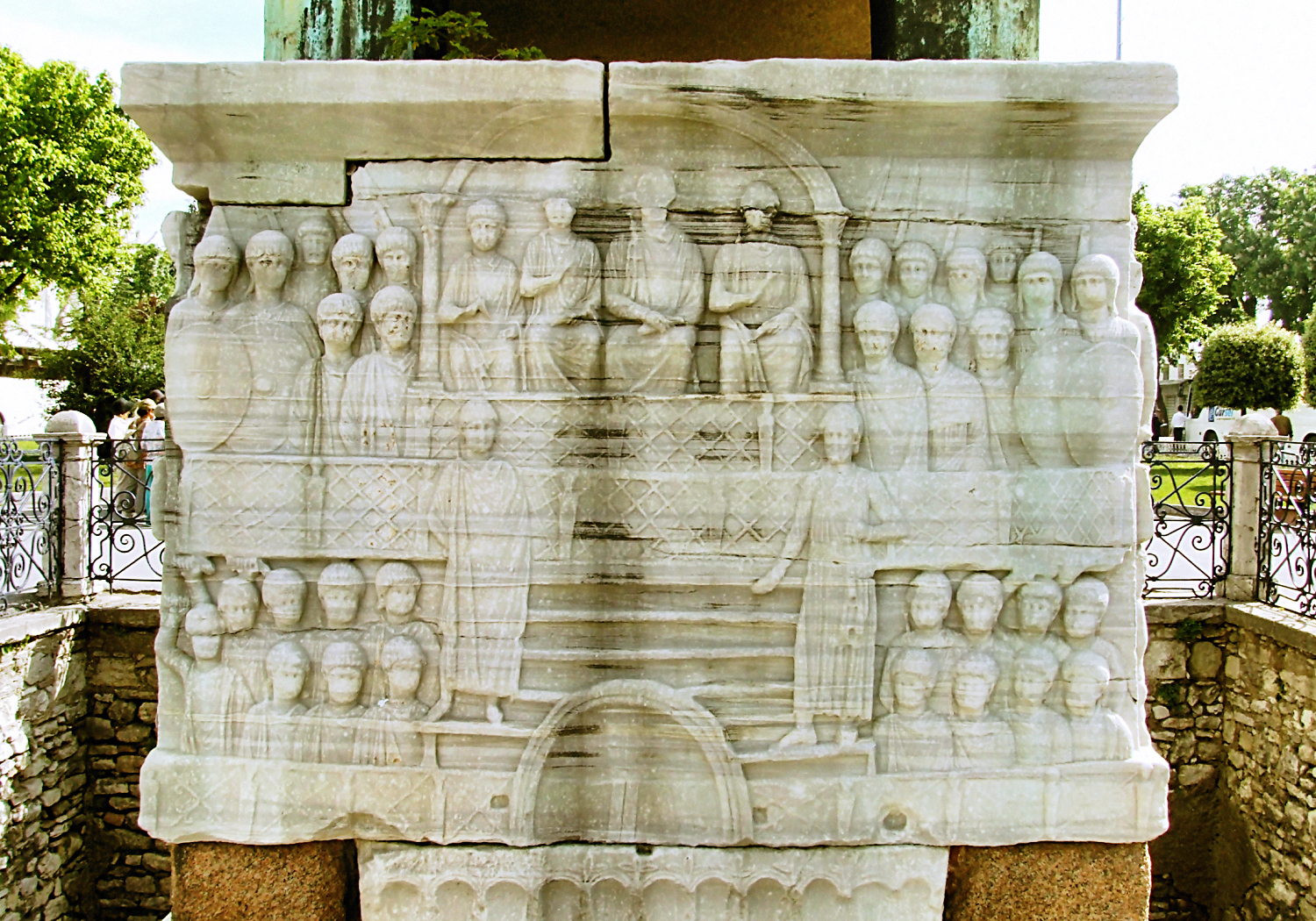
Base de l'obelisc de Teodosi I, hipòdrom de Constantinoble

Poc de temps després, l'estil evolucionà i s'invertí la tendència cap al classicisme. Com a obres, destaca l'arc de Trajà, que es pot veure a Benevent en un excepcional estat de conservació —solament les escultures van ser completades durant el regnat d'Hadrià— i els onze panells, d'un estil similar però més reeixits, que representen l'emperador Marc Aureli en diverses escenes. Quatre d'aquests estan actualment als Museus Capitolins, i els altres van ser reutilitzats durant l'època imperial per a formar part de la decoració de l'arc de Constantí. La columna de Marc Aureli és un altre gran exemple de la prevalença classicista d'aquesta etapa, encara que hi ha una multitud de figures que s'amunteguen en l'espiral contínua del fris que envolta el monument; conserva un sentit de l'ordre, elegància, ritme i disciplina que està absent a la columna de Trajà.
Aquest interludi del classicisme, tanmateix, acabaria amb Septimi Sever, l'arc del qual està influenciat per l'art oriental, especialment en el seu sistema de proporcions i en l'escurçament de l'organització d'escenes soltes, on quatre grans panells relaten les campanyes romanes a Mesopotàmia. El mateix estil continua imperant durant tot el segle iv, com es pot apreciar en els frisos superiors del nord i del sud de l'arc de Constantí, que mostren un marcat contrast amb els panells més antics, de l'època de Marc Aureli. Els últims exemples significatius de l'escultura romana arquitectònica són la base de l'obelisc de Teodosi I, a l'hipòdrom de Constantinoble, que ja sembla un art més proper a l'univers romà d'Orient que a l'art romà.

### Camafeus

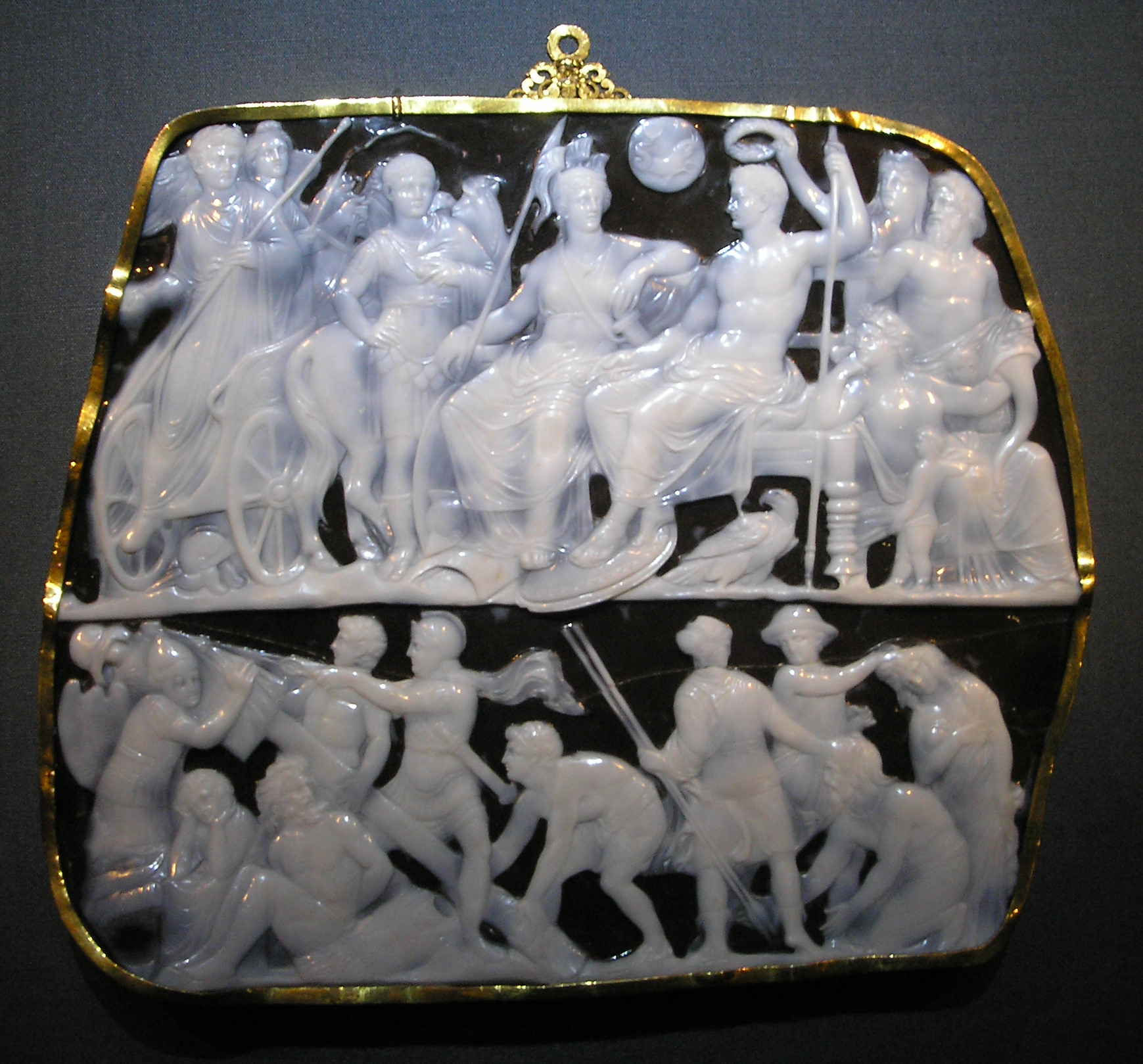
Gemma Augustea (Kunsthistorisches Museum, Viena)

Entre els gèneres escultòrics de mida més petita, els camafeus són les obres més luxoses, destinades a les classes altes i eren usats en general com a joies. Tallats en pedra semipreciosa –àgata, calcedònia, jaspi, ametista i ònix–, són considerats unes escultures en miniatura gràcies a la contribució de John Ruskin, ja que fins aleshores es consideraven una forma de gravat. Aquesta forma de talla va ser introduïda a Roma pels grecs hel·lenistes, que van ser els primers a aconseguir un alt grau de refinament en aquest tipus de peces. La seva petita mida no ens ha d'induir a infravalorar la perícia que cal per a realitzar-les, ja que requereix una gran concentració i una enorme sensibilitat per treballar la veta de la pedra i les seves diferents capes; així, s'obtenen els subtils matisos de color i els efectes de llum i transparència.
La seva datació és molt problemàtica, i moltes peces indiquen que s'estaven elaborant en moments diferents. Els millors exemplars s'han convertit en peces de col·leccionista, i entre aquestes podem esmentar la fantàstica Gemma Augustea, un gran tros d'ònix bicolor tallada amb dues escenes compostes de diversos personatges.

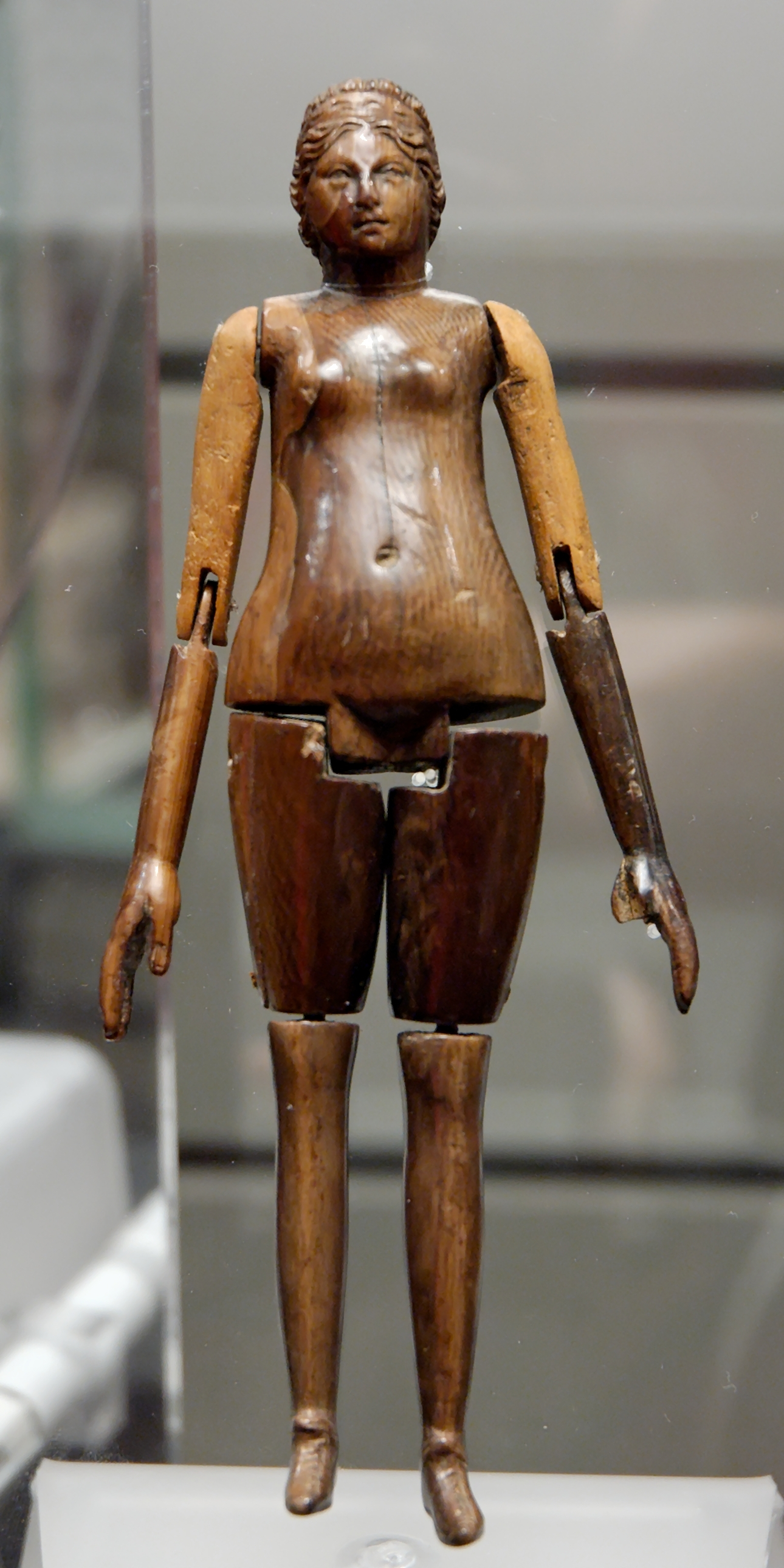
Nina articulada, en ivori (Museu Nacional Romà)

Durant el període imperial, els camafeus gaudien d'un gran prestigi, cosa que va inspirar els romans a inventar un vidre que oferia l'avantatge de permetre més control sobre el color i la transparència. Tot i així, va ser encara més difícil, llarg i costós que el treball de la pedra, ja que presenta uns considerables desafiaments tècnics que, fins i tot, no han estat completament desentranyats pels vidriers contemporanis. Tanmateix, es va arribar a produir recipients de camafeu de vidre amb una decoració sencera tallada, com el famós vas de Portland i el vas de les estacions.

### Joguines
Les joguines es troben en totes les cultures, i la romana no en va ser una excepció. Abunden les referències literàries ja a partir del període hel·lenístic, i tot indica que hi va haver una enorme varietat d'objectes destinats a l'entreteniment dels nens, des de les tradicionals nines fins als carretons de rodes, mobles, figures de guerrers i animals i, fins i tot, cases en miniatura de metall, fusta o terracota. Les joguines són objectes excel·lents per a l'estudi de les condicions econòmiques i socials de l'època.

### Estatuetes de culte privat

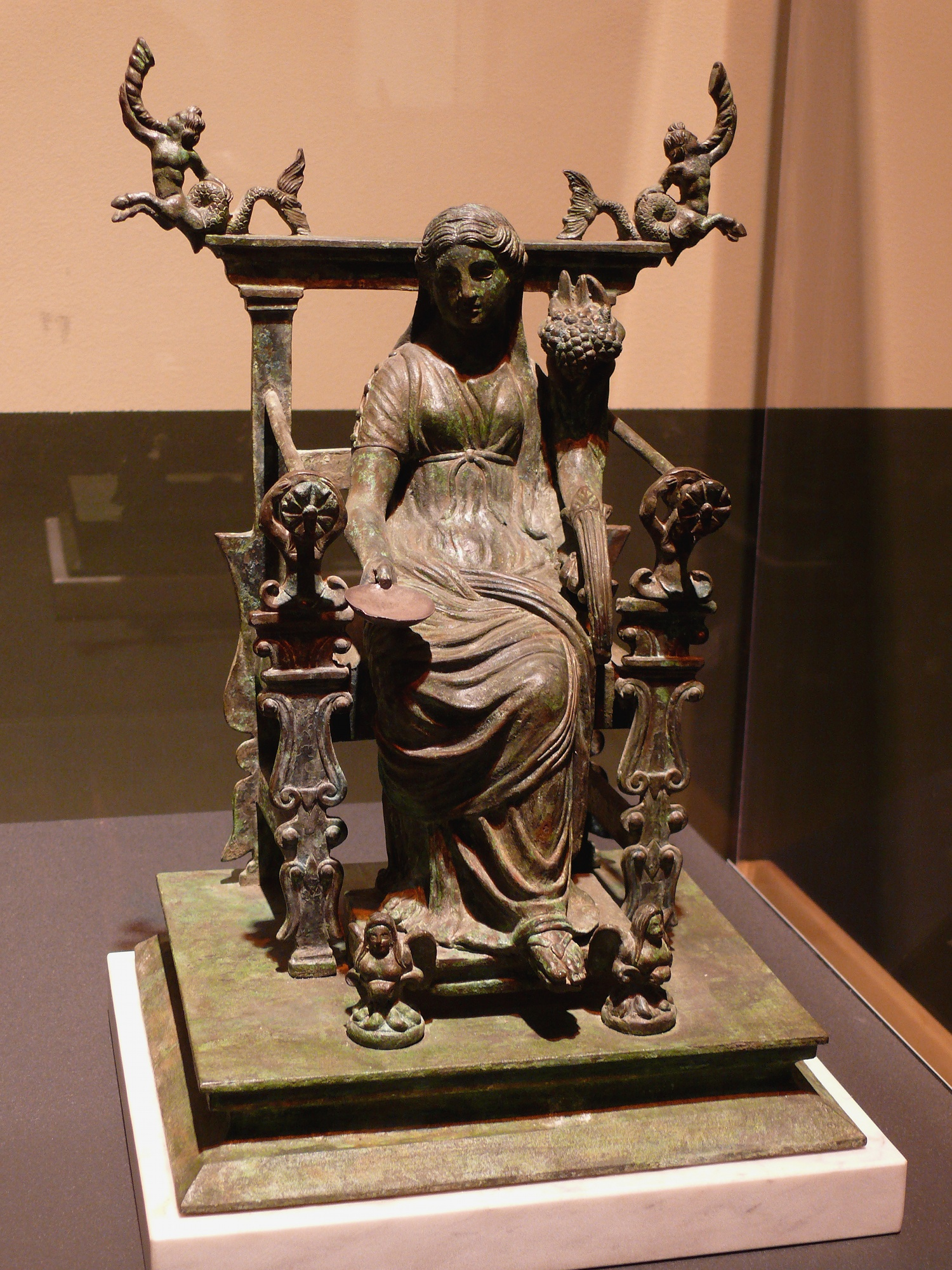
Estatueta de culte privat de la dea Fortuna, Discovery Place Science Museum, Charlotte (Carolina del Nord)

En l'àmbit religiós, cal destacar les petites estàtues destinades al culte privat, peces que representaven moltes deïtats del panteó romà, i les divinitats familiars i regionals. L'hàbit d'antropomorfisme dels déus va ser heretat d'etruscs i grecs; pràcticament totes les forces naturals i poders mitològics, en la cultura romana, van adquirir un aspecte humà i van rebre el corresponent culte. Encara que la seva religió no estigués organitzada d'una manera gaire estricta, el culte privat va tenir un paper important. Els museus actuals contenen moltes d'aquestes estàtues de culte domèstic, la qual cosa demostra la seva àmplia distribució per tot l'imperi. La seva qualitat artística és molt variable i s'observa que les peces que formaven part del patrimoni de la gent vulgar eren poc atractives, tot i que hi ha exemples d'un gran refinament. En aquest àmbit, no era el valor estètic el que es prioritzava, sinó la seva eficàcia com a pont de comunicació entre els mortals i tot allò que és sobrenatural.
Les estatuetes amulet tenien una funció similar. Dins la complexa i polimorfa religió romana, la màgia tenia un paper gens menyspreable, camp en el qual els amulets van tenir la seva funció. Els grecs i els etruscs els usaven, i diversos autors clàssics en parlen a favor seu, com Plini i Galè. D'aquests, els romans també en van fer un costum generalitzat, especialment durant l'època final de l'imperi. Encara que, en general, els amulets eren objectes petits i portàtils, i no necessàriament havien de ser figures, han sobreviscut una sèrie de petites estàtues que realitzaven la mateixa funció, i representaven els esperits protectors de les llars que estaven associats amb els avantpassats i eren profundament venerats en els santuaris domèstics. Eren els lars, com Príap, el déu fàl·lic, la imatge del qual era considerada un poderós remei contra el mal d'ull, l'esterilitat i la impotència, i que era col·locat a la part exterior de l'entrada de les cases.

### Objectes decorats
Existia una producció molt variada de peces que dona fe de l'àmplia aplicació de l'escultura a l'antiga Roma: gerros, vaixelles, llànties, poms de portes i molts altres tipus d'objectes amb una funció decorativa, s'aproximaven a l'àmbit de l'escultura pròpiament dita. Les làmpades i brasers estaven decorats amb imatges en relleu i mostraven escenes religioses, mitològiques i eròtiques, en correspondència amb la ubicació a la qual estaven destinats; els brasers podien tenir un o més peus molt ornamentats. Els plats, olles, bols i vasos també podien representar relleus, o amb els colls de formes extravagants. En la ceràmica, destaca el tipus de la terra sigillata, una espècie d'atuell decorat amb incisions i relleus, que va tenir molta difusió, i les antefixes decoratives instal·lades a les vores dels sostres, que podien estar realitzades en formes abstractes o figuratives.
|  |  |

## Escultura tardana imperial

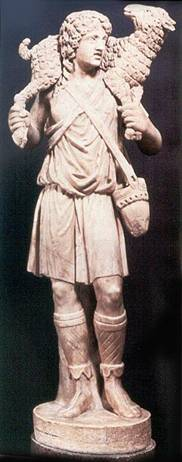
El bon pastor, paleocristià del (Museus Vaticans)

Durant els darrers anys de l'imperi, des del segle iii fins al segle v, va aparèixer un context cultural completament nou. Tot i que aquesta fase de transformació ha estat considerada una fase de decadència artística pel distanciament respecte al cànon grec, cal tenir present que aquest formà part de la cultura romana en una època i en un context determinat. Encara que va tenir un paper important tant en els orígens artístics com en una gran part de la trajectòria artística, la incorporació de territoris i el pas del temps impulsaren una evolució, i l'estil clàssic es va anar convertint en una relíquia del passat i en una referència simbòlica més que una realitat del present. Roma ja tenia una llarga història, i progressivament entrà en un període d'intensos intercanvis amb les grans cultures del Pròxim Orient, cultures amb un important cos ideològic, religiós i artístic que s'anaren integrant dins la civilització romana. A les nombroses províncies del gran imperi, que s'estenia des d'Hispània, la Gàl·lia i Britànnia fins a Pèrsia, Aràbia, el Caucas i el nord de l'Àfrica, es desenvoluparen estils sincrètics amb les seves pròpies tradicions locals, i es crearen obres que van ser acceptades tant en l'àmbit metropolità com en el provincial, tot i que amb unes característiques particulars segons el lloc.

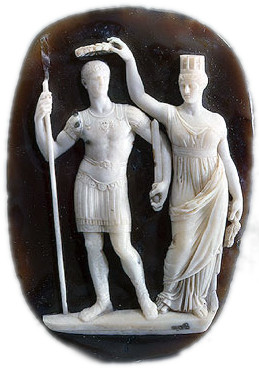
Camafeu mostrant Constantí en la seva coronació per Constantinoble, del (Museu de l'Hermitage)

En una època d'efervescència cultural i d'una gran diversitat estètica, la permanència arreu dels elements clàssics, tot i que foren modificats en diversos graus, encara possibilitava mantenir uns canals oberts de comunicació i va actuar com una espècie de línia franca artística. El sincretisme va ser sempre una característica de l'art romà, però en l'època tardana va assumir un paper d'una importància crucial. Després de la cristianització de l'imperi, les normes de l'art pagà van ser adoptades sense cap dubte per part dels emperadors cristians, encara que es varen adaptar a les noves temàtiques.
Quan Constantinoble es va convertir en la nova capital, es va omplir d'al·lusions arquitectòniques i artístiques a l'«antiga Roma», un desig declarat de mantenir la continuïtat de les tradicions antigues, encara que fossin reformades per satisfer les necessitats d'un nou context. De fet, no va ser una permanència literal del classicisme; el que va succeir va ser un procés d'una continuïtat «selectiva». Aquest procés va ser conscient i voluntari, com la literatura de l'època ho confirma. Alguns prototips oficials es van mantenir, mentre que un gran repertori d'altres models, simplement va ser condemnat a l'oblit. L'emmascarament d'aquests canvis socials i polítics tan ràpids va tenir lloc en formes escollides procedents de l'herència clàssica que van proporcionar una cohesió cultural important en un moment en què els elements de l'imperi tendien a la diversitat, i quan la fragmentació de l'estat s'estava convertint en una amenaça real.
L'elit va continuar rebent una educació clàssica i era conservadora. Llegien autors de renom, i es van familiaritzar amb la tradició ancestral, desenvolupant el gust per aquesta. Les ciutats, vil·les aristocràtiques i els teatres estaven decorats amb imatges encara paganes. La conversió de Constantí al cristianisme l'any 312 va determinar una ruptura amb aquesta tradició, encara que no immediatament ni de manera completa. Comenta Rachel Kousser:
| « | L'aristocràcia del segle iv, per tant, va haver de negociar un lloc per a aquests en aquest món contradictori, sense ocasionar un conflicte obert. Els monuments que es realitzaven conservaven les empremtes d'aquesta negociació: tradicionals en la forma, oblics en el contingut, documenten la creació d'un nou consens. Les obres d'art que van resultar amb més èxit, van ser providencialment inespecífiques; el seu objectiu no era proclamar una identitat definida i única dels seus clients, sinó que suggerien una gran quantitat de valors comuns, romanent oberts a una varietat d'interpretacions. Per tant, en lloc d'emfasitzar els vincles que aquestes obres i ideologies religioses privades, afiliacions polítiques, i així successivament –cosa que indicaria, al capdavall, un caràcter separatista–, (...) són ressonants i unificadores. Per als aristòcrates del segle iv, aquestes imatges basades en models d'estàtues clàssiques eren vehicles útils per a una autorepresentació equilibrada i eficient; es parlava d'un passat compartit per tots i d'un present dividit. Així, van contribuir a assegurar la supervivència de les formes clàssiques en l'art medieval. (...) Les obres d'art resultants tenien un aspecte familiar. Encara que avui dia, per a molts erudits moderns, semblen monòtonament convencionals, van tenir un valor en l'antiguitat tardana. Aquestes obres van entroncar el nou ordre cristià amb la venerable tradició, una tradició que considerava la representació naturalista de la forma humana com el més gran èxit de l'escultura. En aquest sentit, els monuments classicistes de l'antiguitat tardana van ajudar a perpetuar un sistema i un conjunt de valors artístics que s'havia originat a la Grècia clàssica, es va estendre a la Roma imperial, i que va demostrar una profunda influència en el Renaixement i també en períodes posteriors. | » |

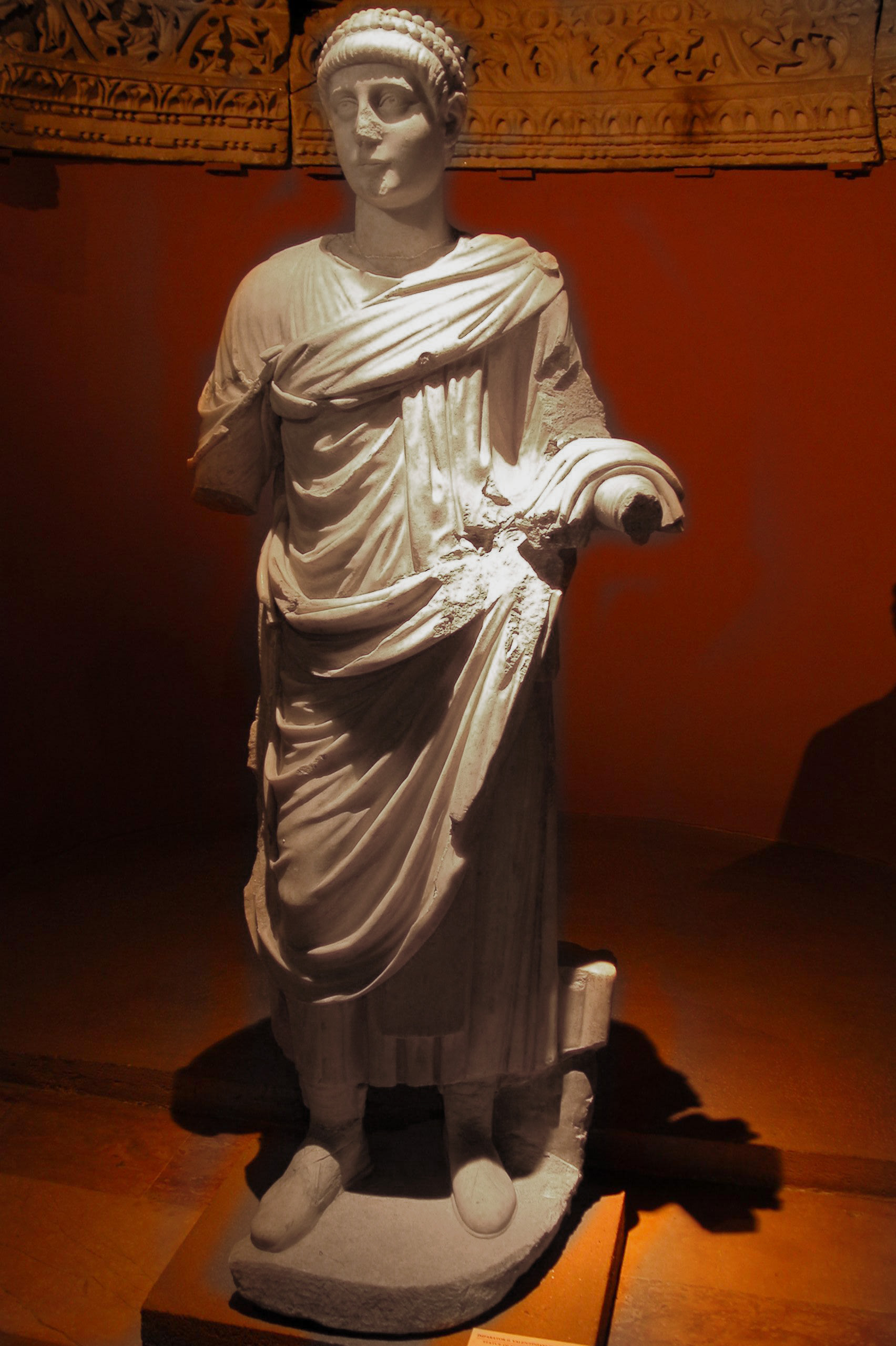
Valentinià II, segle iv, Museu Arqueològic d'Istanbul
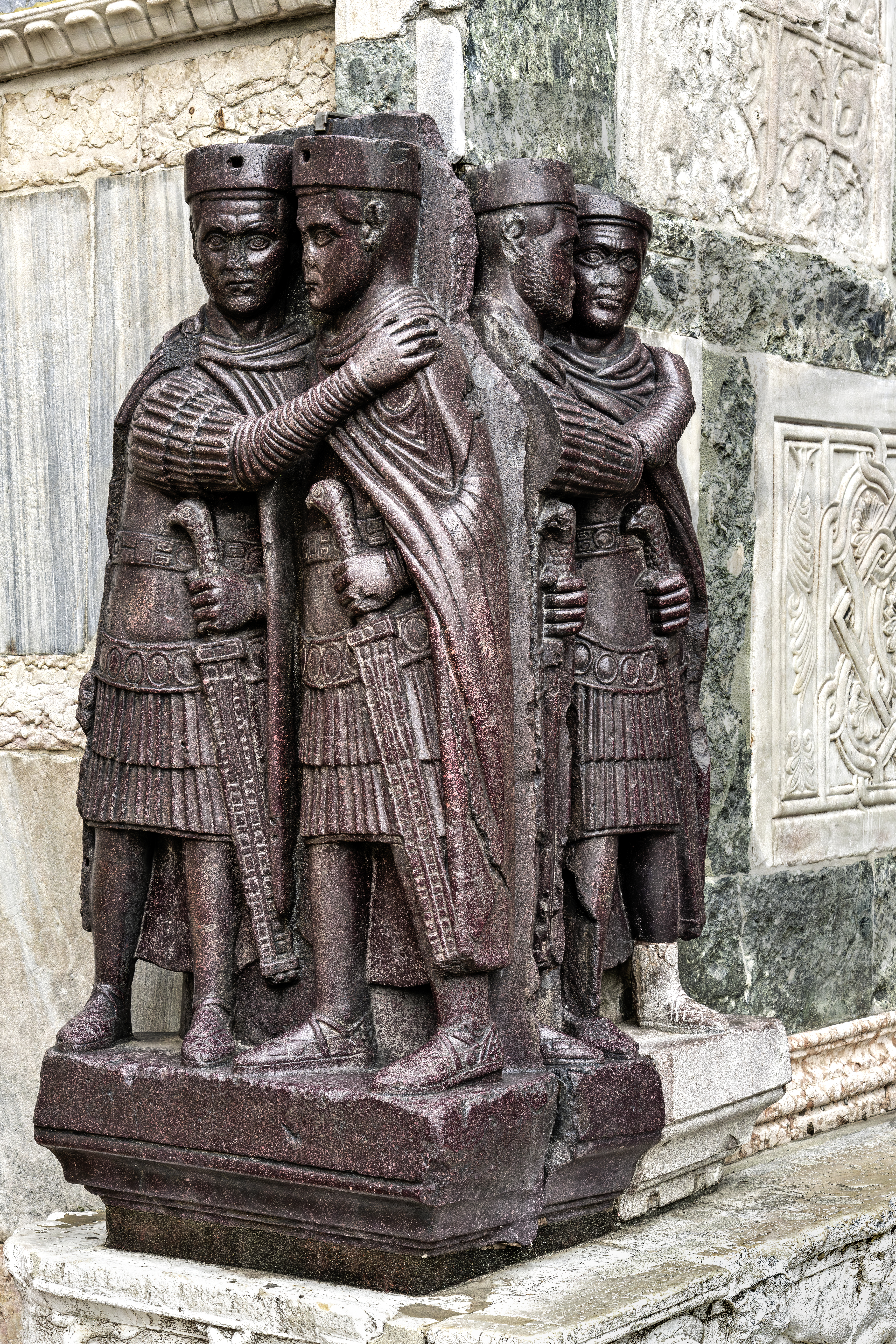
Els tetrarques, segle iv (basílica de Sant Marc)
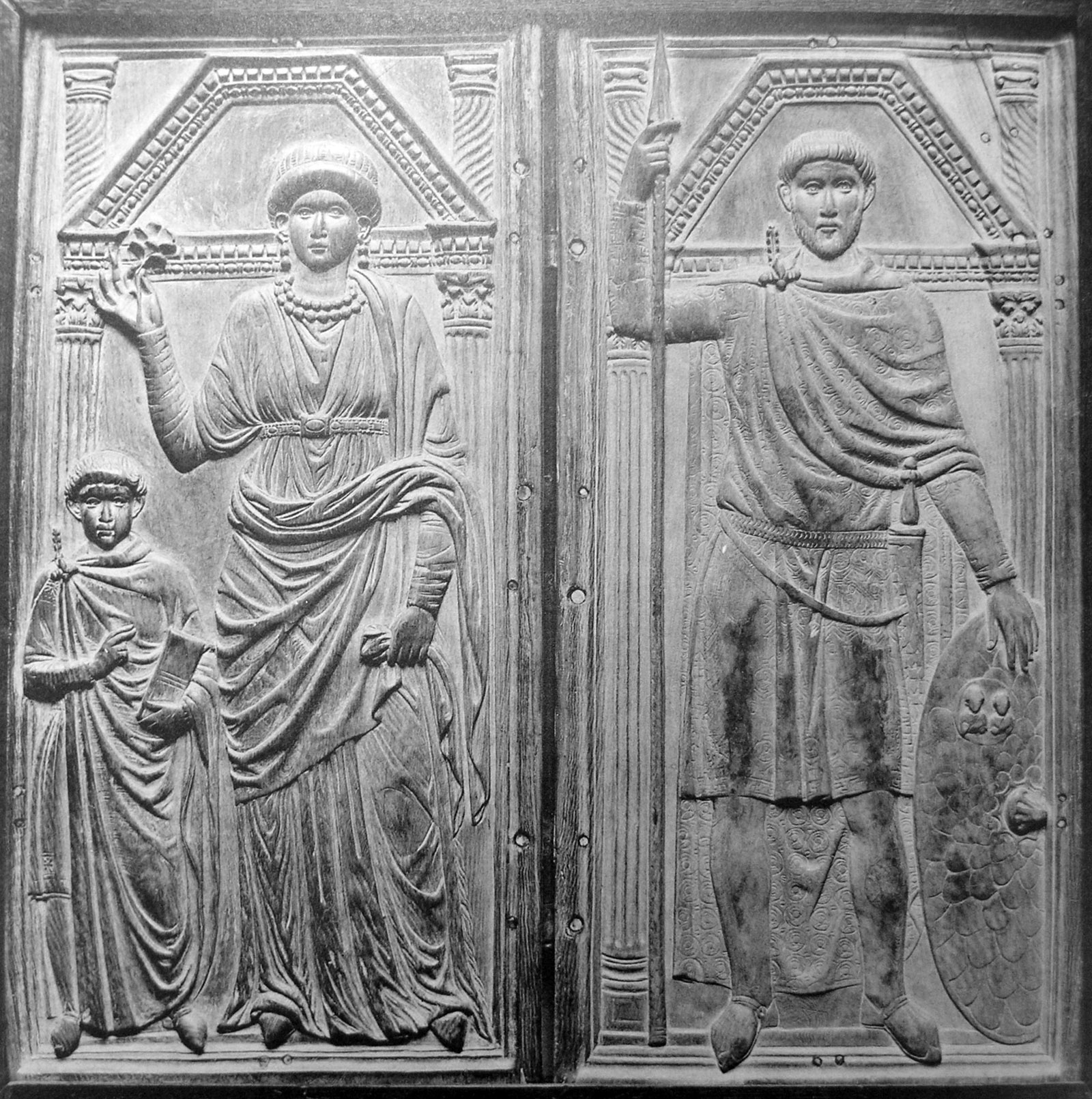
Díptic d'Estilisdau, c. 395 (catedral de Monza)
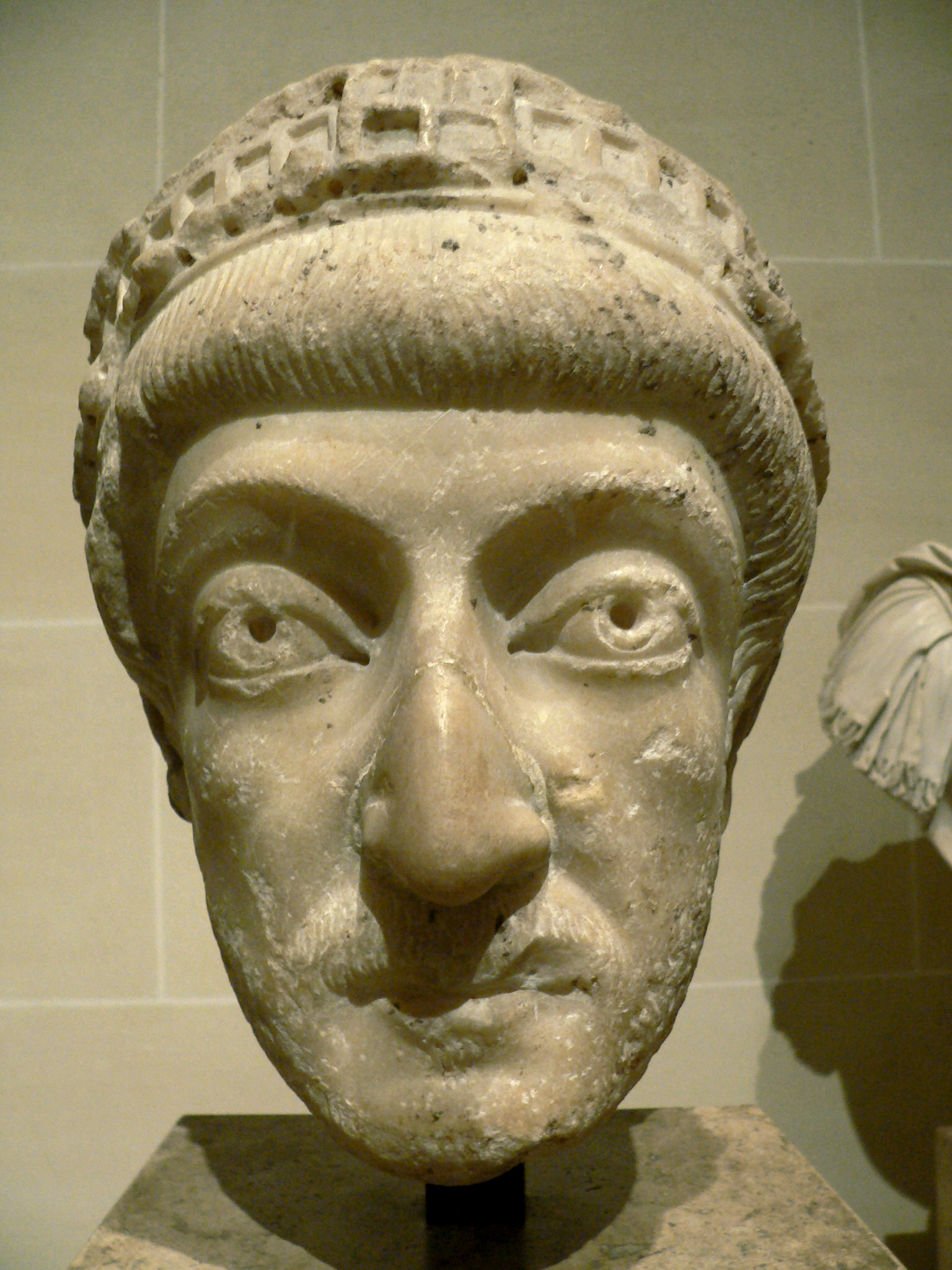
Teodosi II, segle v (Museu del Louvre)

El prestigi d'estàtues paganes va continuar en alça fins al segle VI; ni tan sols l'aparició del cristianisme i l'exili de l'antic culte determinat per Teodosi I l'any 391 va provocar una immediata destrucció de les imatges religioses i decoratives. Aureli Climent Prudenci, a finals del segle iv, també va recomanar mantenir les estàtues dels ídols pagans com a «exemples de la capacitat dels grans artistes, i com a esplèndid adorn de les nostres ciutats», i Cassiodor relata com al segle vi encara es van fer esforços per conservar per a la posteritat escultures antigues paganes, com un testimoni de la grandesa imperial. Amb tot i això, va canviar poc després de l'arribada d'una nova política del papat i de l'imperi, i els monuments de l'antiguitat van començar a ser saquejats per tal de retirar el material per al seu ús en altres obres mitjançant l'estímul d'una ona iconoclasta sorprenent que s'estengué per tot l'imperi, i que va representar la desaparició de la gran majoria de la fabulosa col·lecció d'obres d'art acumulades durant segles.

## Ús del color com un recurs mimètic i expressiu

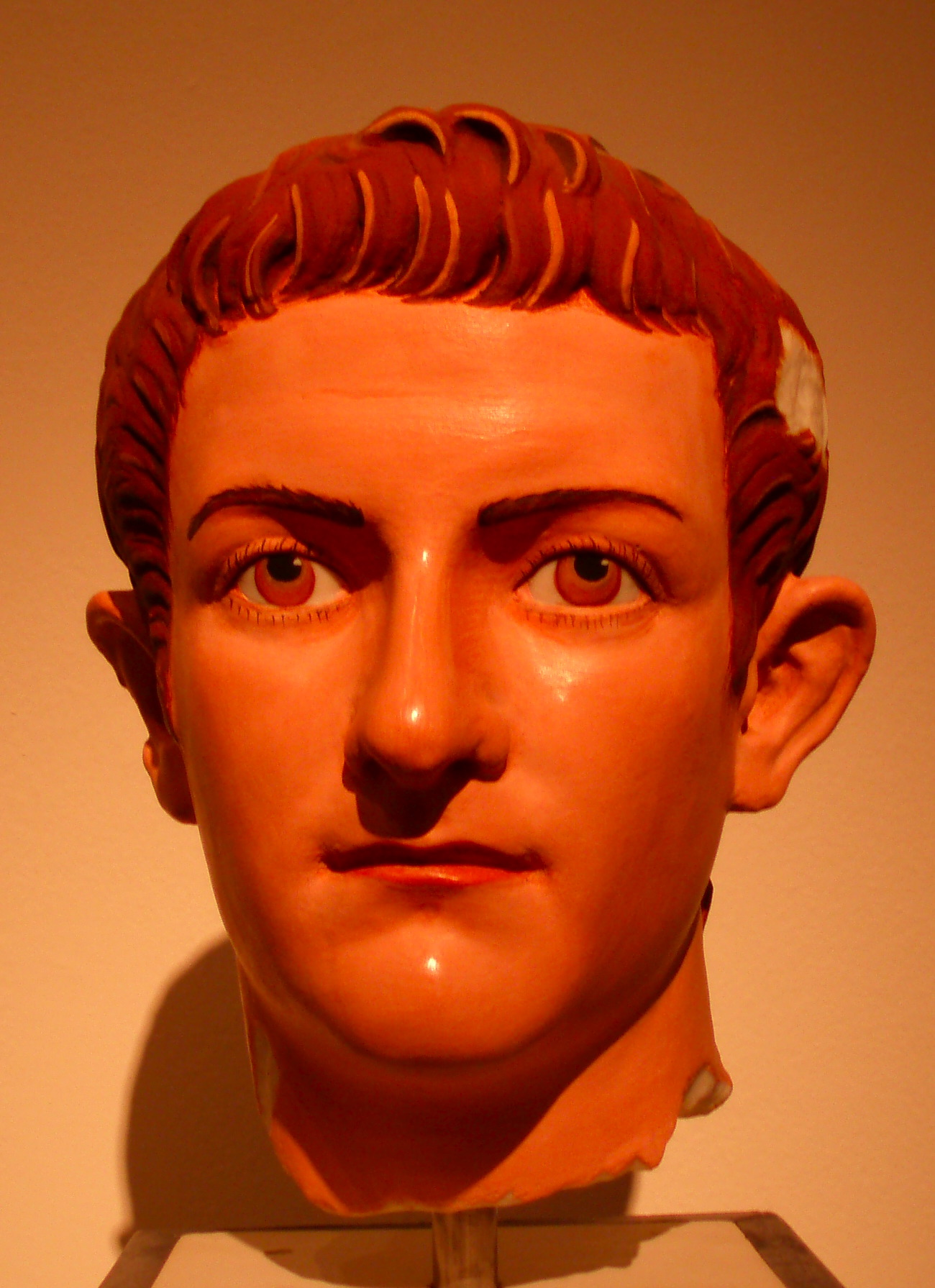
Moderna reconstrucció de la policromia original en una rèplica d'un retrat de Calígula (Exposició Bunte Gütter, 2005)

Després del treball de la talla de la pedra o del bronze fos, l'efecte final de l'escultura era complementat amb l'addició de color (policromia) a la seva superfície; era una pràctica heretada dels grecs i que es realitzava habitualment, com queda recollit en els relats històrics. Aquesta acció donava a les escultures un aspecte diferent que es pot observar actualment en les obres existents als museus, que apareixen solament amb el color de la pedra i el bronze. Aquest fet, tot i que és conegut almenys des de fa dos segles, encara causa estranyesa, i va donar lloc a una concepció errònia, també entre els arqueòlegs i conservadors de museus. Es creia que les obres originals es van portar a terme deixant visible el material emprat, una errada que es va perpetuar fins fa poc de temps. Aquest ús de pigments decoratius era, de fet, fonamental en l'art antic, i no hi havia cap estàtua, fris o relleu que no rebessin almenys alguns detalls en color, si és que no estaven completament pintats. A més a més de pintura, s'inserien peces de colors d'altres materials com l'argent, l'or, l'esmalt, el nacre i el vidre, amb què s'aconseguia destacar certs trets anatòmics. També s'usaven certes classes de marbre de color, i pedres nobles com l'ònix i l'alabastre, riques en vetes multicolors i transparències, i s'aplicaven en algunes bandes de les peces de roba de vestir de les estàtues per crear efectes més luxosos. Recerques més recents, publicades junt amb unes exposicions temàtiques de rèpliques de grans obres en què s'han restaurat els colors originals, han representat una visió innovadora de l'art clàssic.

## Llegat
Els romans van ser els primers a estar orgullosos de desenvolupar-se a l'ombra d'una cultura estrangera. En l'Eneida de Virgili, l'espectre d'Anquises declara i preveu que Roma, que encara havia de ser fundada, quedaria sempre per darrere dels grecs pel que fa a les arts i les ciències, però que els superaria en la guerra i en l'administració pública. En una altra part, el poeta es jactava perquè la seva musa va ser la primera a cantar versos a la manera de Teòcrit de Siracusa; en la literatura contemporània de l'època abunden altres casos similars. Des d'una perspectiva general, tota la producció romana d'escultura s'emmirallava en les obres gregues, i el mateix va succeir en les altres arts, com la poesia, la música i l'arquitectura.
Autors influents com Arnold Toynbee i Roger Fry han interpretat aquest fet com un demèrit dels romans, veient-los com un poble essencialment imitatiu, una variant d'hel·lenisme, i l'únic valor artístic a destacar hauria estat la transmissió de l'herència grega a la posteritat. Aquesta opinió reflecteix la posició crítica dels especialistes de finals del segle xix que, en essència, culpaven els romans de no ser grecs; però, irònicament, també deriva dels mateixos romans, que mantenien una actitud al mateix temps orgullosa i modesta en relació amb el seu paper d'epígons. Aquesta realitat no va impedir que els escultors romans desenvolupessin alguns trets evidents d'originalitat, reconeguts per altres crítics, la qual cosa fa que aquesta acusació no sigui del tot justa.
Per regla general, els romans s'han caracteritzat per un elevat sentit de l'àmbit públic i una forta aversió a l'individualisme i a les excentricitats; aquestes característiques sempre van causar terror als grecs, en què les antigues tradicions, públiques i familiars, sempre van ser objecte d'una veneració extrema. Virgili narra en l'Eneida la història d'Enees que, en la fugida de Troia, portà el seu pare damunt les seves espatlles. Fets com aquest es van convertir en un referent per a la «pietat» romana, de l'honrós deure cap als pares. També, en temps difícils, durant les disputes polítiques i el domini de les elits immorals i decadents, amb algunes conductes que avui considerem com a cruels, aquests excessos coexistien amb les virtuts més apreciades a Roma: parsimonia, severitas, frugalitas i simplicitas –economia, dignitat i austeritat, frugalitat i senzillesa–, qualitats elogiades en la literatura coetània. Tenint en compte aquests factors, la seva aparent falta d'originalitat es relativitza i es converteix en un tret d'identitat cultural. En aquest sentit, l'escultura aporta molt de material per poder estudiar tot el llegat romà i comprendre la seva actitud peculiar dins l'àmbit cultural.

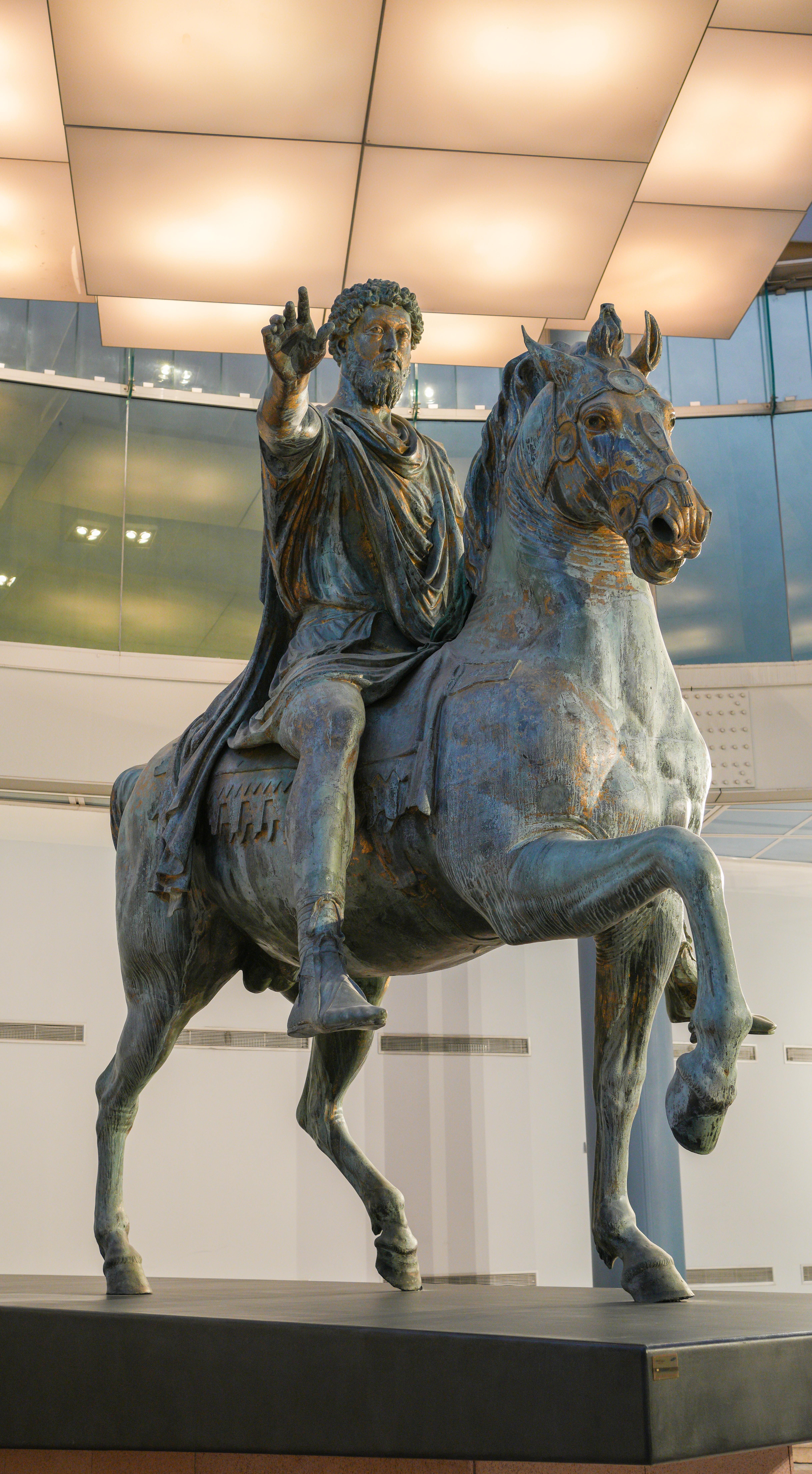
Estàtua eqüestre de Marc Aureli, c. 176, Museus Capitolins

En el Renaixement, després de la davallada artística esdevinguda durant l'edat mitjana, amb la destrucció d'una gran part de les obres com del canvi en la concepció de l'art i dels valors culturals, l'escultura romana va tenir l'oportunitat de tornar a ser protagonista en el panorama artístic. I més que una mera presència, de fet va ser fonamental en el desenvolupament de la nova estètica de l'època. Rafael, conscient de la magnitud de la pèrdua d'obres antigues en èpoques anteriors, va deplorar l'hàbit de tornar a utilitzar el marbre i el bronze per a crear d'altres objectes i, en aquesta època, la descoberta de diverses obres escultòriques romanes de gran qualitat va causar un gran impacte dins la societat renaixentista, estimulant còpies i noves interpretacions, la recerca ansiosa de restes en nombroses excavacions arqueològiques, i la sortida d'un flux de reproduccions de gravats; representà una gran influència en l'escultura de l'època.
Durant ell barroc, l'interès per l'estatuària antiga no va disminuir. Mestres, com ara Bernini, eren amants de l'art grec i romà, i la seva pròpia producció tenia com a referència l'art antic i els temes clàssics. Durant el segle xviii, es va posar de moda entre les elits fer el «gran tour europeu», ruta en la qual Roma era una visita obligada, i el desig de coneixement i d'adquirir obres d'art de l'antiguitat clàssica es va convertir en una veritable prioritat que determinà l'aparició del neoclassicisme.
Entre els segles xviii i xix, en diversos països, i a Anglaterra en particular, es van crear diverses col·leccions privades molt importants. Aquestes col·leccions servien també per a garantir la bona reputació social dels propietaris i facilitar el seu accés a càrrecs públics. Malgrat que els artistes neoclàssics admiraven la producció grega, la seva nova interpretació de l'estil clàssic, en realitat, es basava en els principis romans, pel simple fet que les obres conegudes en aquest moment eren quasi totes romanes, no gregues. A mitjans del segle xix, l'art romà va caure en desgràcia, ja que Occident va poder tornar a accedir al territori grec i al seu patrimoni després d'un llarg domini turc. L'èxit de diverses recerques arqueològiques va posar al descobert una gran quantitat d'obres originàries gregues, i la influència del gust romàntic popular tendí a l'hel·lenisme.
Durant el segle xx, tanmateix, la revolució moderna va conduir, d'una banda a una dràstica disminució en la capacitat de l'art romà per a inspirar les noves generacions d'artistes, mentre que, per l'altra, les col·leccions d'escultura de l'antiga Roma han continuat atraient multituds a tots els museus on s'exposen i són part important del patrimoni d'una civilització, la memòria del qual roman viva, i de la qual deriva la nostra pròpia cultura.

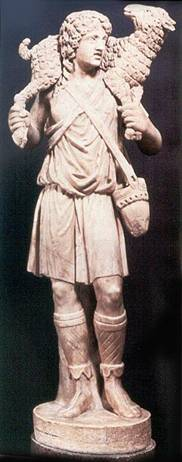
Pastor amb ovella
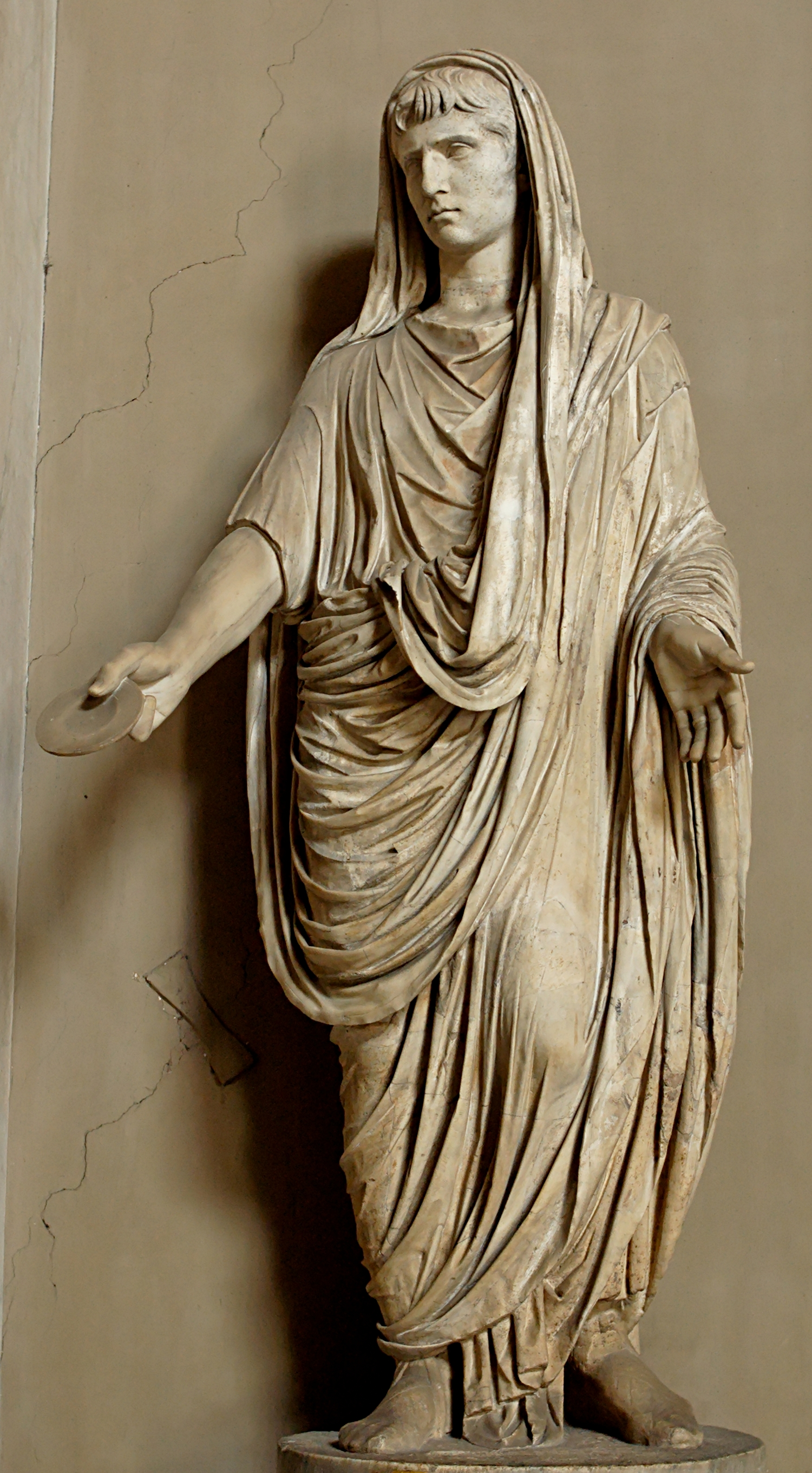
August Pius
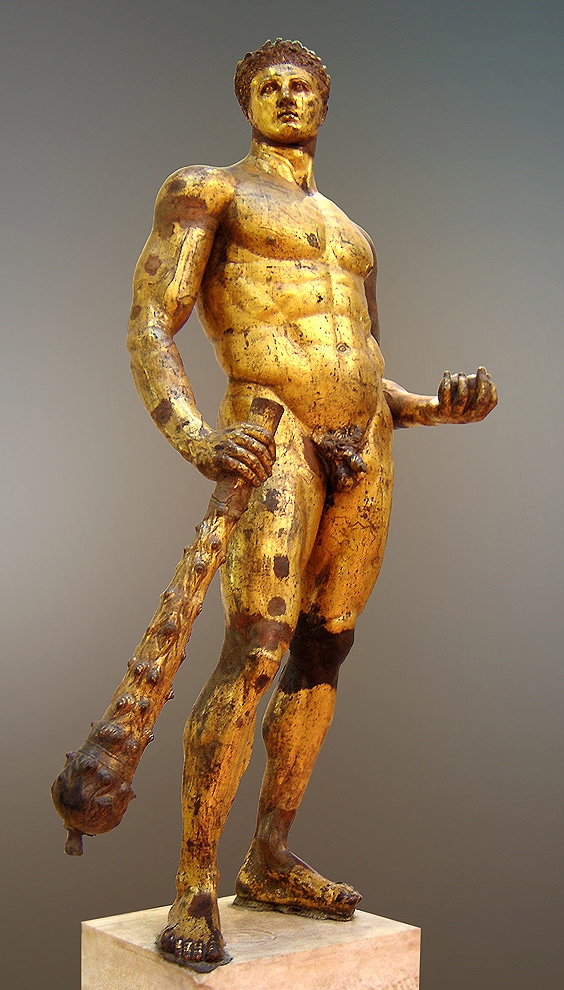
Hèrcules
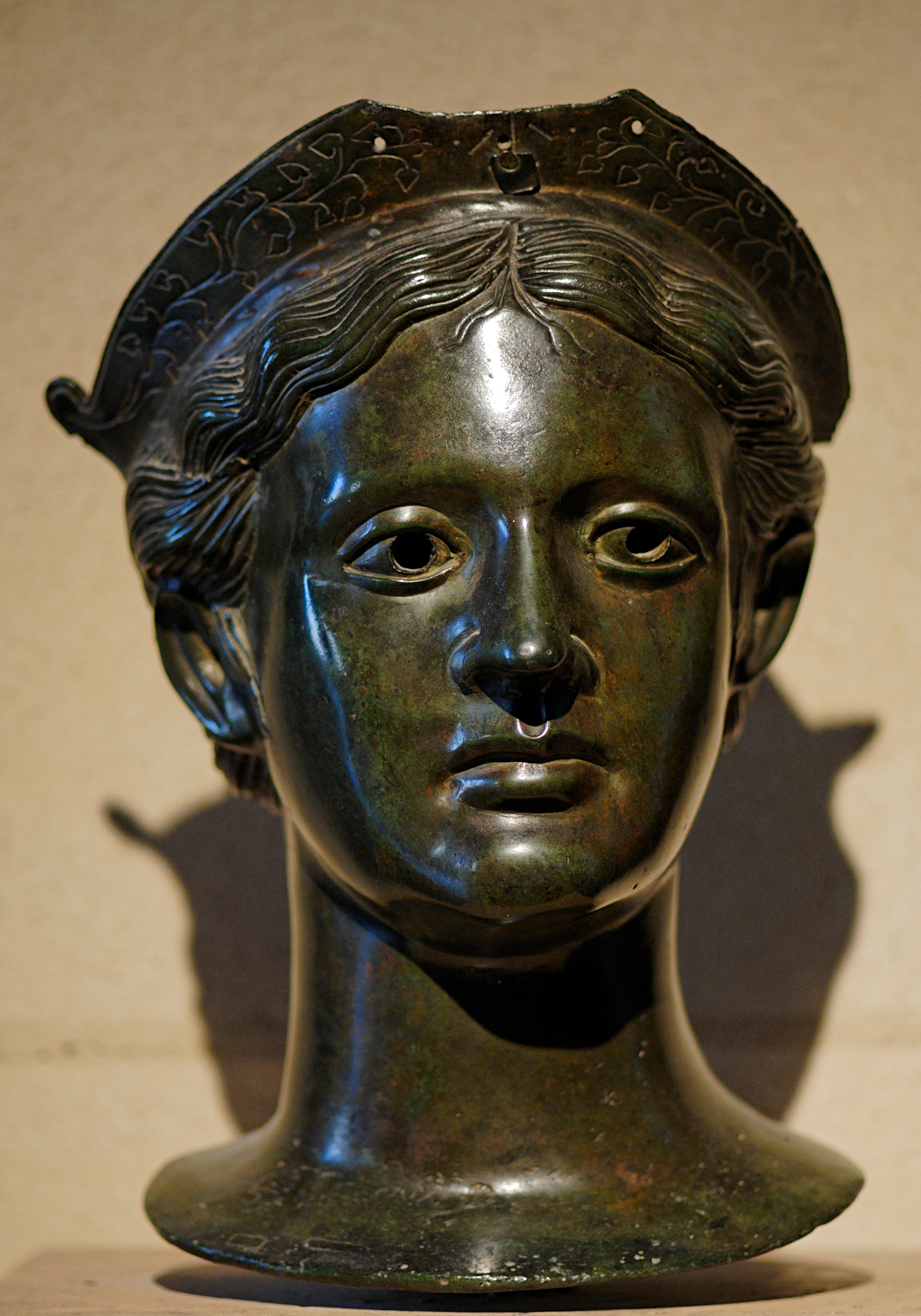
Bust etrusc
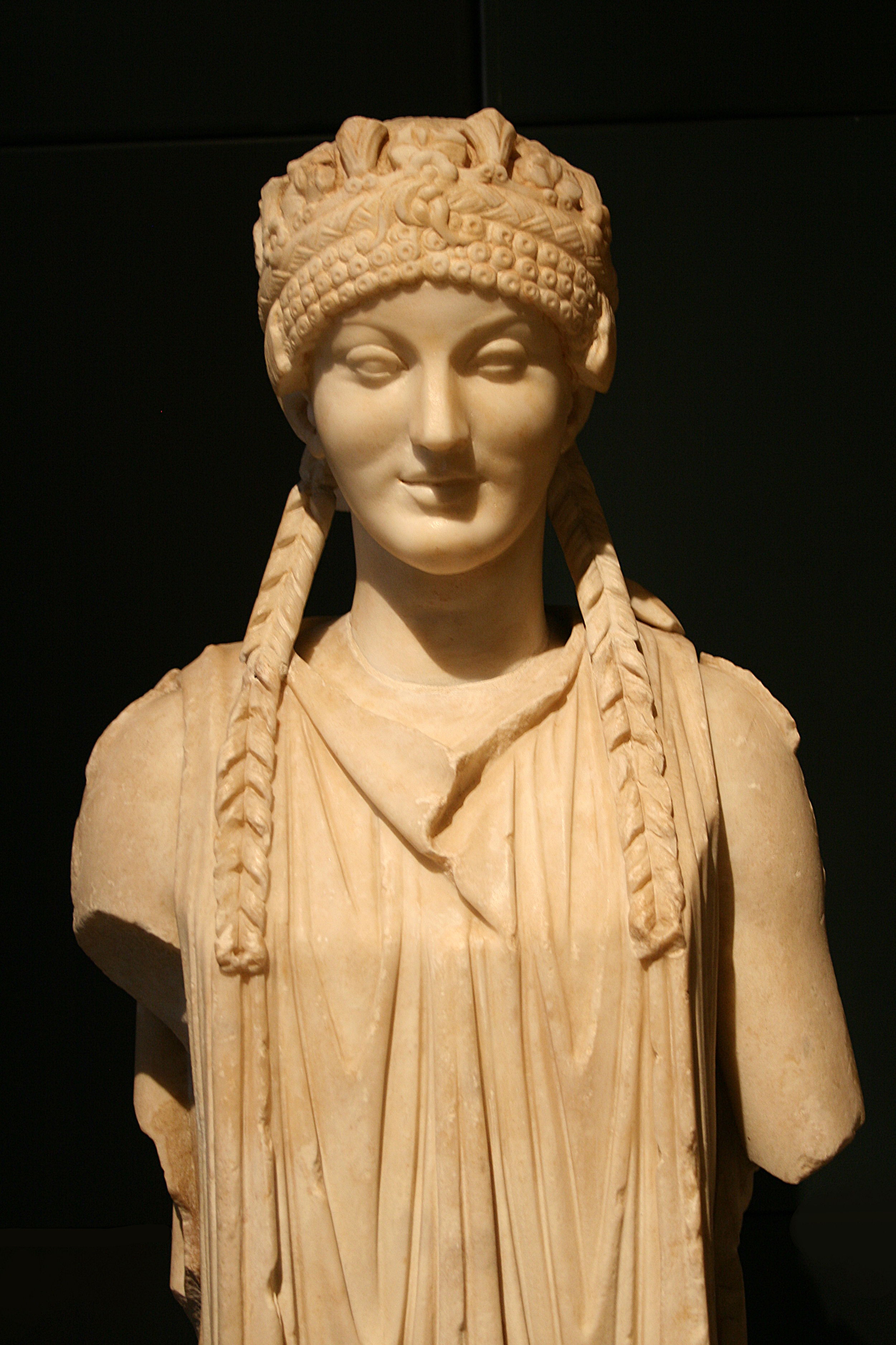
Bust de dona
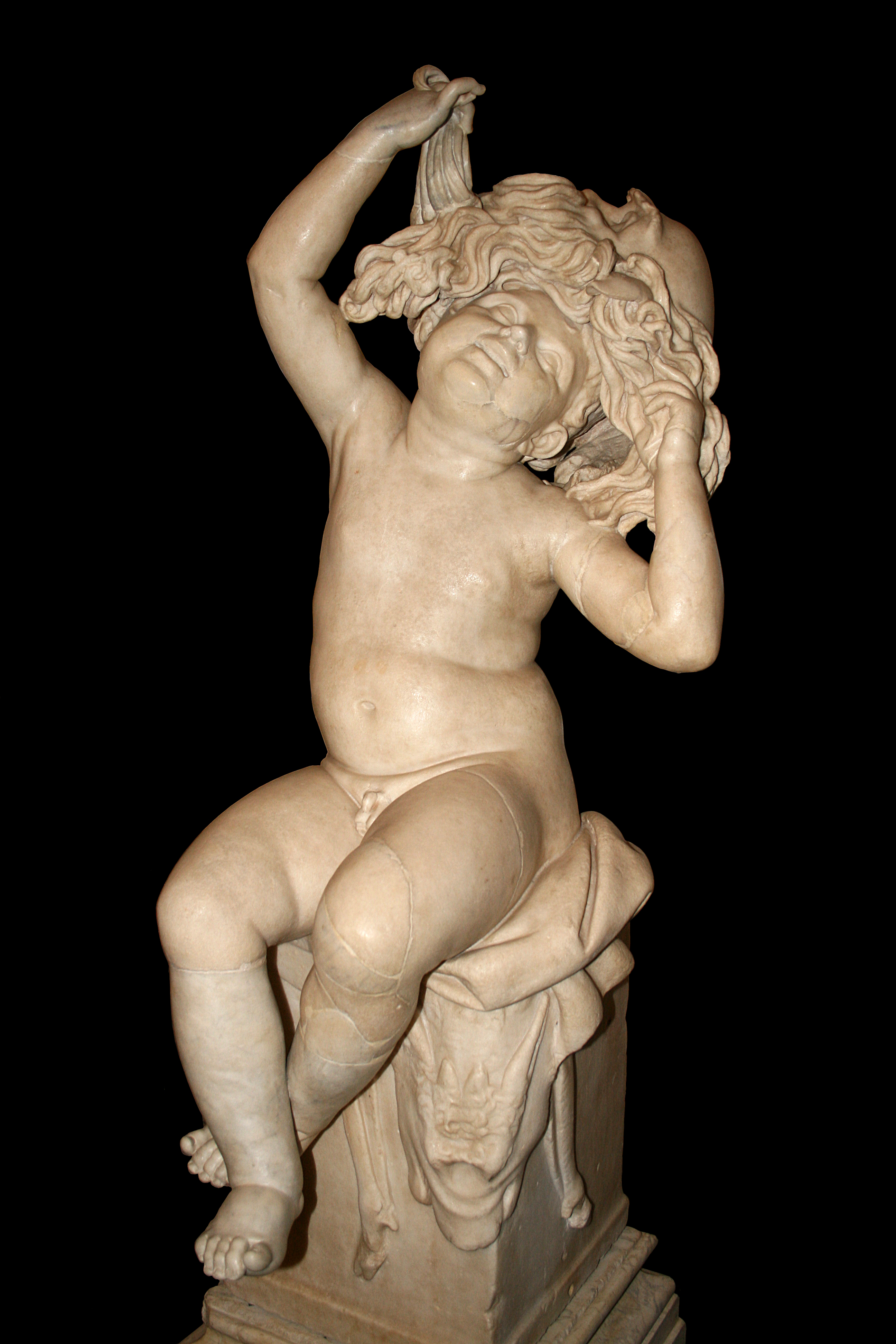
Nen amb màscara
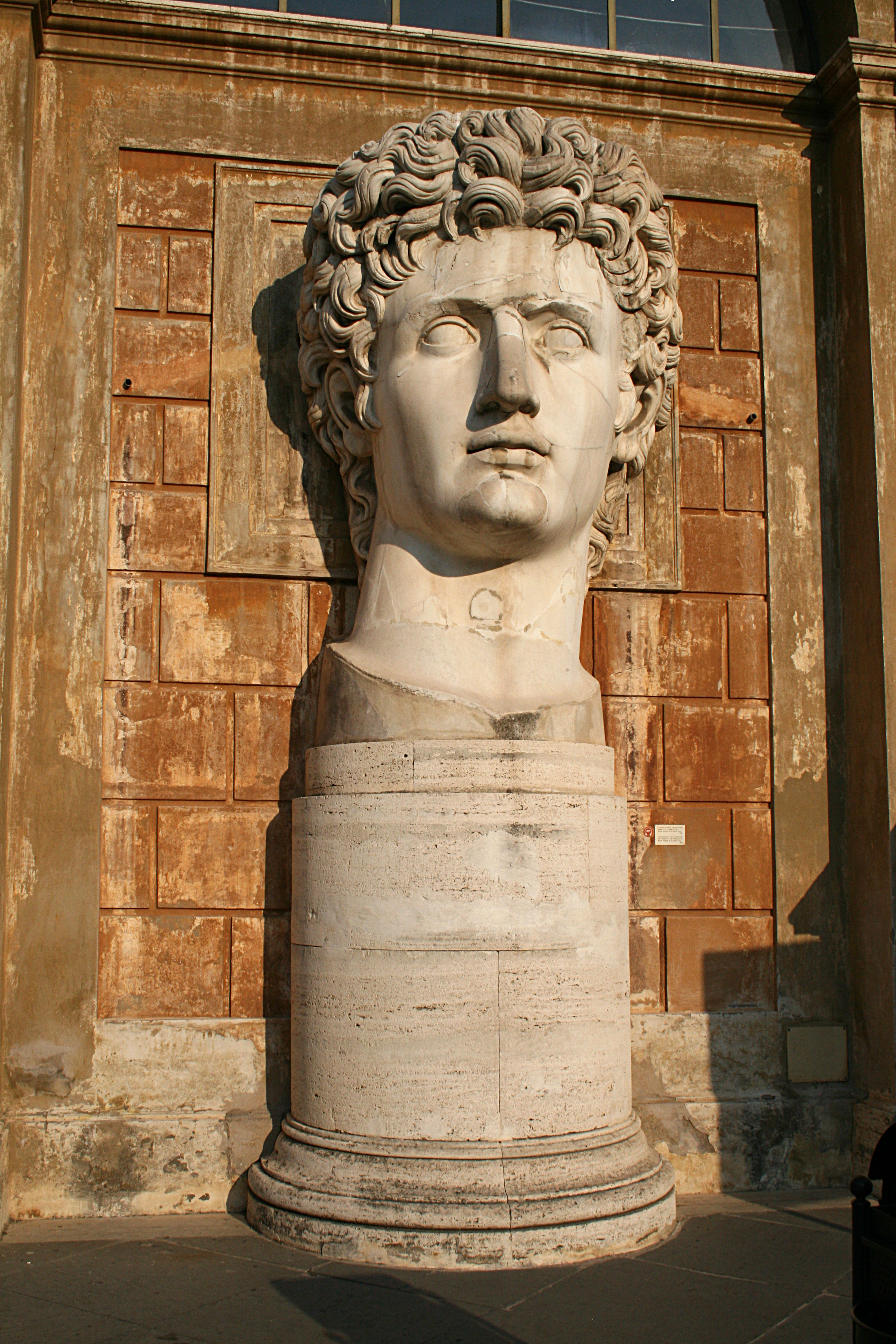
Bust d'August
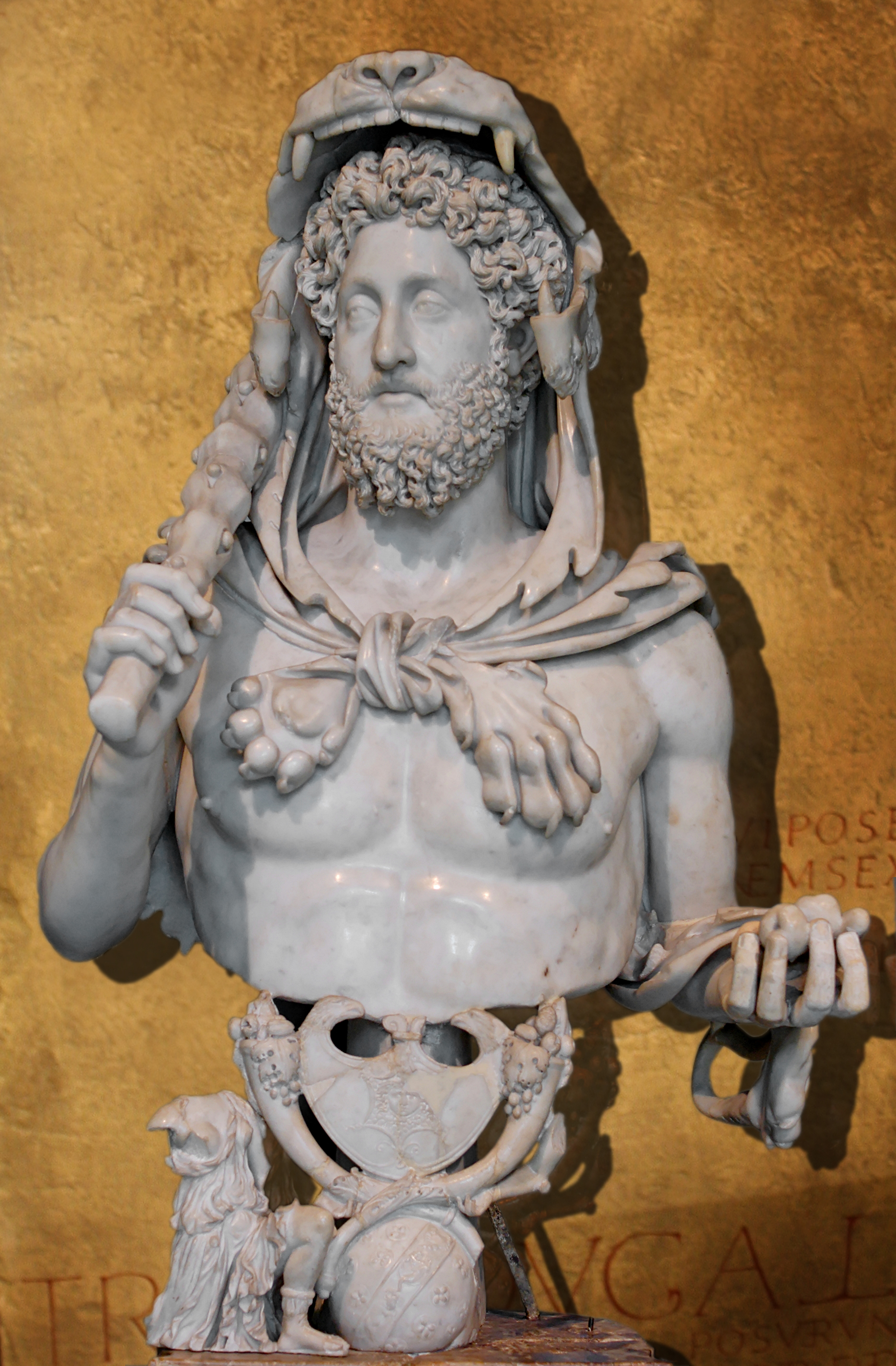
Bust de Còmmode